# アズールレーン
『アズールレーン』（英: Azur Lane、簡体字中国語: 碧蓝航线）は、中華人民共和国の上海蛮啾網絡科技有限公司（マンジュウ、英: Manjuu Co.ltd）と厦門勇仕網絡技術有限公司（ヨンシー、英: Yongshi Co.ltd）が共同で開発し、動画共有サービスのbilibiliが中心となって2017年5月25日から配信しているiOS/Android向けゲームアプリである。日本ではYostarが2017年9月14日から日本語版を配信している。
主な略称は日本では「アズレン」、中国大陸（以下、特に断りのない限り「中国」とする）では「艦B」（かんビー、チェンビー、簡体字中国語: 舰B）。

## 概要
中国製でローカライズ前の開発段階から中国語（普通話）版を含めて日本の声優をキャスティングし、日本語の音声を実装する「中国製日系ゲーム」の1タイトルであるが、日本からも作曲家のShadeが楽曲提供を行っているのを始め、キャラクターデザインでは日本、香港、台湾、韓国、マレーシアからもイラストレーターが参加するなどスタッフの多国籍化が進んでいる。
2017年5月に中国でリリースを開始した当初から、2013年に日本でリリースされたブラウザゲーム『艦隊これくしょん -艦これ-』にインスパイアを受ける形で中華圏において大量に作成された艦船擬人化をテーマとするゲーム作品（いわゆる「『艦これ』フォロワー」）の1作とみなされている。
日本でもリリース当初は中国と同じように「『艦これ』フォロワー」とする見方が支配的であったため、ニュースサイトやレビューではリリースに前後して“中国版艦これ”のような触れ込みでの紹介が見られた。ただし、艦船擬人化と言うテーマこそ共通しているとは言えゲームジャンルの面では『艦これ』と大きく異なっており、シューティングゲームの要素を取り入れている。
2019年8月29日にはコンパイルハートからPlayStation 4用3DアクションRPG『アズールレーン クロスウェーブ』が発売され、2020年9月17日には追加要素を盛り込んだNintendo Switch版が発売された。PlayStation 4版のレイティングはCERO：C（15才以上対象）だがNintendo Switch版はCERO：D（17才以上対象）に上昇している。
2019年にはアニメ化も発表され、同年10月から2020年3月まで放送された。

## 開発経緯
プロデューサーの魚丸とその友人ら5名が組織したチームにより「商業がダメだったら同人ゲームでもいい」と言う気持ちで開発プロジェクトが立ち上げられたのを発端とする。立ち上げ時点において中華圏では既に「『艦これ』フォロワー」がブラウザゲーム、スマートフォン用アプリとも大量にリリースされていたが「艦船の擬人化で、今までの作品とは違うものを作る」と言う目標を掲げて開発が進められた。その際、ジャンルの先駆者である『艦これ』やそのフォロワーの多くが採用しているターン制を避けること、また『艦これ』に登場する艦船は日本中心のため「同時期の他国の艦船にも活躍するステージを与える」ことが主要なコンセプトとされている。特に開発が難航したのはシューティングゲームの要素を取り入れた部分で、既存のタイトルで参考となるものが皆無だったため時間をかけて改良が重ねられた。
登場艦船の大半は同ジャンルの他作品がそうであるのと同様に「第二次世界大戦の当時に現役だった艦船」だが「記念艦として現存している船には、やはり活躍の場をあげたいと思っている」と言う理由により、開戦当時には既に退役していた三笠やアヴローラをゲーム中に登場させていると言う。2018年8月のアップデート以降は、第二次世界大戦より後の冷戦期、さらに2021年2月以降は記念艦として残されていない第一次世界大戦期の艦船も実装されている。

## ユーザー数の推移
中国大陸
中国では数多くリリースされた「『艦これ』フォロワー」の中でもMoe Fantasyの『戦艦少女R』が先行して人気を博していることもあり、日本版を配信しているYostarでは現地の状況について「日本風ゲームの中でダントツとまではいかないものの、第二集団のリーダーの様な感じ」、Bilibiliが中国で配信しているタイトルの中では「『Fate/Grand Order』が1位で、『アズールレーン』が2位」としている。ただし、国自体の人口が多いこともあり、同社によれば日本版のリリース前から「ダウンロード数は数千万回、デイリーアクティブユーザーが数百万人規模」とされている。
2020年1月10日には、中国大陸版全プラットフォーム累計登録者数1000万人の達成が告知された。
日本
日本でのリリース以降の登録者数推移は下記の通り。
| 公式発表日     | 登録者数     |
| -------------- | ------------ |
| 2017年9月14日  | （配信開始） |
| 2017年10月3日  | 1,000,000    |
| 2017年10月17日 | 2,000,000    |
| 2017年11月9日  | 3,000,000    |
| 2017年12月7日  | 4,000,000    |
| 2018年1月12日  | 5,000,000    |
| 2018年6月28日  | 6,000,000    |
| 2020年1月10日  | 8,000,000    |

モバイルアプリケーションの市場分析を行っているAppApeの調査では、本作が日本版のリリース開始から1か月時点で『ドラゴンボールZ ドッカンバトル』『モンスターストライク』に次いで1日単位での利用者（DAU）ランキング第3位にランクインし、ダウンロード後にアプリを起動した月単位での利用者（MAU）数も92%を記録している。また、続報では11月以降に急増した登録ユーザーが高い割合で定着しており、アプリをインストールしたユーザーが月1回以上アプリを起動した割合が90%以上にのぼる「安定飛行」状態を実現していることが報じられた。
Social Game Infoでは、2017年のゲームアプリ市場でアプリオリジナル作品（既存のゲームやアニメ等を基にした「IP作品」でないタイトル）としてランキング1位を獲得したのが本作と『SINoALICE』の2作で、特に7〜12月の日本国外で開発されたタイトルの躍進を象徴する存在として本作を挙げている。
AppApeでは本作が開発国である中国以上に日本で大ヒットを記録したことについて、運営開始当初にユーザー数の急増で見られた緊急メンテナンスやサーバーダウン等のトラブルに対し、Twitterの公式アカウントが状況と対応策を丁寧な姿勢で逐次報告したことがユーザーの運営に対する信頼感を高めたと分析している。
2017年9月26日の障害では接続環境に高負荷が発生していた事や、2017年10月12日の接続障害ではAWSの通信障害が起因でゲームサーバーとデータベースサーバー間で通信エラーが大量に発生し一部のデータをロストした事まで公開された。ユーザーへはその後お詫びと補償としてアイテムの配布が行われた。2017年9月26日以降にpixivでの「アズールレーン」タグの作品閲覧数が急増している事から「ピンチをチャンスに変えた」と分析された。
ここまでトラブルの原因や対処状況を公開する運営会社は珍しいのではないかと言う指摘に対し、Yostar代表取締役社長の李衡達は「まず自分たちが納得するため」と述べている。
2017年11月の日本版のアクティブユーザー比率は9割は男性で、アクティブユーザーの内、月20日以上ゲームを起動するヘビーユーザー層の割合が4割にのぼっている。ヘビーユーザー層は男性が94.4%・女性が5.6%で、このうち20代男性と30代男性の合計がヘビーユーザー層の77.6%を占めている。
韓国
韓国では、X.D. Globalが「벽람항로」（碧藍航路、ピョンナムハンノ）のタイトルで朝鮮語版を運営している。2018年2月28日から事前登録の受付を開始し、ベータテストを経て3月27日に正式リリースされた。リリース前日までの登録者数は約22万人。
2020年1月10日に登録者数100万人の突破が告知された。
英語圏
2018年6月に英語版のリリースが発表され、8月16日からβテストを実施した。運営は日本版と同じYostar。
2020年1月10日に、登録者が300万人に上ったことが告知された。
台湾・香港・マカオ
繁体字圏では、2019年2月にアプリでなくPS4『クロスウェーブ』の発売予定が先に公表された。アプリは中国大陸版リリースから2年余りを経た同年8月になって中華民国経済部のゲームソフトウェア分類管理手法に基づく審査中の段階であることが報じられ、同月にTwitterとFacebookの公式アカウントが開設されている。
タイトルは原題を繁体字表記した「碧藍航線」で、品玩邦芸術が運営する。2019年9月20日から27日にかけてβテストが実施された後、10月4日付で正式リリースされた。事前登録者数はメーカー発表で50万人を突破している。

## 評価
ねとらぼ（ITmedia）の依頼により本作をレビューした怪しい隣人は、本作がリリース直後からユーザー数の急増でサーバの増設が追い付かない状況について『艦これ』の初期を彷彿とさせるとしつつ、本作の戦闘はシューティングのため『艦これ』とゲーム性が大きく異なることや『艦これ』では複雑な手順の艦船建造が簡素化されているのを始め「轟沈や修理時間不要のシステムと合わせて、短時間に集中してやり込むプレイに向いています」と指摘している。
ゲームライターのプレジデント竹中はファミ通App（Gzブレイン）に寄稿したレビューで「ゲームの特徴が、“お手軽操作”、“美少女キャラ多数”、“やりこみ要素が豊富”という、“よくあるキャッチフレーズ3種の神器”」だったため「第一印象はそこまでよくありませんでした」としつつ、建造のSSレア（星4）が7%と他のゲームのガチャと比較して高確率で戦闘後のドロップでもレア艦が入手可能なため課金要素が薄く、敢えて課金する場合でも「キャラや武器を手に入れるための課金ではなく（中略）よりゲームを楽しむための課金」になっているため「“ガチャ疲れ”しているユーザー層に刺さったのでないか」とヒットの要因を分析した。
マフィア梶田は4Gamer.net（Aetas）の連載コラムで本作を取り上げ「艦砲射撃はもちろん、艦載機による面制圧や雷撃の概念も上手く活かされていて、思いの外しっかりしたゲーム性です」「控えのメンバーを委託任務に出して報酬や経験値を獲得したり、寮舎で休憩させることでオートレベリングが行えたり、なんとも痒いところに手が届くシステムが好印象ですね」「個人的には日本艦がケモミミだったりツノ生えてたり、人外娘っぽいデザインなのがツボですね。また、キャラクターボイスを担当しているのが日本の声優であるのも人気の理由として大きいかもしれません」と評している。

### 社会的反響
前述のように開発国の中国ではリリース当初から数多く存在する「『艦これ』フォロワー」の1作と言う評価の域を出ていない状況だったが、日本でのリリース後は「中国製日系ゲームが日本で大ヒットを記録」という形でメディアに取り上げられることが多くなっている。
日本版の運営元であるYostar代表取締役社長の李衡達は、ドワンゴが運営する電ファミニコゲーマーのインタビューに対し「中国のゲームですし、艦船の擬人化なので、日本では叩かれるという予測はしていました」と述べている。実際に日本版のリリース当初は連合国視点で日本軍をモデルにした敵艦船と戦うことへの違和感や反発も一部に見られたが、この点に関して日本版ディレクターは『コミケplus』のインタビューで「日本配信を考えると日本を悪として戦わせるのはよろしくないと。そこで、もとのストーリーを生かしつつ、最終的にはセイレーンと戦う流れにしています」と述べており、中国メディアでも「そうした（抗日神劇のような設定に反発する）意見は日本のユーザー間で主流を占めていない」と伝えている。
また、香港や台湾などの繁体字圏では大陸から2年以上遅れてのスタートとなったが、日本版のリリース直後からpixivへのイラスト投稿数の増減などを引き合いに出して「大陸製の『アズレン』が日本でヒットして『艦これ』を脅かしている」と言う趣旨の報道が見られる。
ドワンゴ取締役の栗田穣崇はTwitterで本作について「艦これで泣くことはあってもアズールレーンで泣くことはなさそう」「アズールレーンは艦これをよく研究して作られているだけに楽しいことは間違いないが、艦これが持つ悲壮感は全く持ち合わせておらず、単なる艦隊モチーフのアイドルアクションゲームだと思った。艦これの持つ最大の魅力は日本海軍の悲哀なんだよなあ」と述べているが、中国のDoNewsはこの発言について「日本の多くのプレイヤーにとって自国の艦船が持つ歴史や愛国心などのメッセージ性でなく、擬人化されたキャラクターへの愛が重要なウェイトを占めているようだ」と分析すると共に「『アズレン』の日本でのヒットを通じて日中のプレイヤー間で新たな交流が生じている」と報じた。
2017年11月頃からはユーザー数の急増を受けて、ゲーム系のニュースサイト以外の媒体でも取り上げられる事例が見られる。また、12月29日から31日まで開催されたコミックマーケット93では応募の締め切りがリリース開始前だったためにサークルカット数は0ながらニコニコニュースで「冬コミではあくまでゲリラ的な展開になるが、それでも期待値は非常に高い」として注目ジャンルに挙げられ、開催後には本作のコスプレが人気の状況が報じられた。サービス開始後となる、2018年8月10日から12日まで行われたコミックマーケット94は多数のサークル参加申し込みがあったため、2018年年末に開催されたコミックマーケット95から単独のジャンルコードが割り振られた。

### 受賞歴
| 開催国 | ノミネート対象 | 賞                                                                                      | 賞                                                                                      | 結果       |
| ------ | -------------- | --------------------------------------------------------------------------------------- | --------------------------------------------------------------------------------------- | ---------- |
| 中国   | 碧蓝航线       | 2017 TapTap 年度最佳遊戯（TapTap）                                                      | 2017 TapTap 年度最佳遊戯（TapTap）                                                      | ノミネート |
| 中国   | 碧蓝航线       | 第15回金竜賞 最優秀ゲーム部門 銅賞                                                      | 第15回金竜賞 最優秀ゲーム部門 銅賞                                                      | 受賞       |
| 日本   | アズールレーン | Google Play 2017年ベストゲーム                                                          | ユーザー投票部門                                                                        | ノミネート |
| 日本   | アズールレーン | Google Play 2017年ベストゲーム                                                          | クリエイティブ部門                                                                      | ノミネート |
| 日本   | アズールレーン | アプリオブザイヤー2017（フラー）ゲーム部門 大賞                                         | アプリオブザイヤー2017（フラー）ゲーム部門 大賞                                         | 受賞       |
| 日本   | アズールレーン | 電撃オンラインアワード 2017（KADOKAWA/アスキー・メディアワークス事業局）アプリ部門 大賞 | 電撃オンラインアワード 2017（KADOKAWA/アスキー・メディアワークス事業局）アプリ部門 大賞 | 受賞       |

## サーバー
以下は日本版のサーバー名である。中国版については後述。
なお、負担の大きいサーバーは登録制限がされるようになっている。
| 稼動順 | サーバー名       | 稼動開始時期         |    | 稼動順               | サーバー名     | 稼動開始時期 |
| ------ | ---------------- | -------------------- | -- | -------------------- | -------------- | ------------ |
| 1      | ブレストサーバー | 2017年9月14日 (初期) | 10 | 大湊サーバー         | 2017年10月17日 |              |
| 2      | 横須賀サーバー   | 2017年9月14日 (初期) | 11 | サンディエゴサーバー | 2017年10月23日 |              |
| 3      | トラックサーバー | 2017年9月14日 (初期) | 12 | 鹿児島サーバー       | 2017年10月28日 |              |
| 4      | 佐世保サーバー   | 2017年9月26日        | 13 | マドラスサーバー     | 2017年11月3日  |              |
| 5      | サモアサーバー   | 2017年9月30日        | 14 | 竹敷サーバー         | 2017年11月24日 |              |
| 6      | 呉サーバー       | 2017年10月4日        | 15 | キールサーバー       | 2017年12月27日 |              |
| 7      | ルルイエサーバー | 2017年10月5日        | 16 | 若松サーバー         | 2018年2月12日  |              |
| 8      | 舞鶴サーバー     | 2017年10月5日        | 17 | オデッササーバー     | 2018年9月2日   |              |
| 9      | ラバウルサーバー | 2017年10月13日       | 18 | スイートバンサーバー | 2022年9月15日  |              |

## ゲームシステム
戦闘面はシューティングがベースでありながら、ある程度被弾を前提としたデザインとなっている。艦のレベル次第で回避率などが大きく向上するため、操作の苦手なプレイヤーでも育成面でのカバーが可能。また、海域1-3をクリアするとオートプレイが開放される。これにより、十分に育成された艦隊であれば片手間での周回プレイングもしやすくなっている。本作ではドロップ限定の艦も多数配置されているため、これらのコレクション目的で周回プレイを行うことが本作の目的のひとつとなっている。

### 出撃
海域出撃
通常海域とハードモードがある。ハードモードは1日3回までのプレイ制限があり、艦の改造に用いる「艦船改造図」と、強力な装備と交換が可能な「コアデータ」を入手できる。艦ドロップ狙いの周回プレイは主に通常海域で行うことになる。
演習
他プレイヤーの配置した艦隊と模擬戦ができる。このモードはオートプレイのみ。比較的多めの経験値収入（相手艦レベル依存と思われる）が得られるほか、「階級値」と「戦果ポイント」を入手できる。階級値が一定数貯まると昇格し、多量の戦果ポイントを得られる。戦果ポイントは限定艦やブリ、装備箱などと交換が可能。
委託
おつかい任務。指定された艦種、レベル、艦数を派遣すると燃料、資金、メンタルユニット、キューブ等各種資材、経験値、家具コインが得られる。夜間専用の長時間任務も設けられており、睡眠中に利用すると効率が良い。家具コインの主な入手元となっている。
デイリーチャレンジ
多量の資金と物資を得られる。通商破壊以外は1日にそれぞれ3回ずつ受注可能。曜日により挑戦できる任務が異なる。指揮官レベルによって高難度の任務を受注できるようになり、報酬に差がでる。また、一度クリアしたレベルは「一括挑戦」として戦闘なしで報酬を入手可能。商船護衛、海域掃討、強襲作戦などの種類がある。
作戦履歴
データキーを消費することで、常設化された過去のイベント海域に出撃することが可能。
チャレンジ
指揮官レベル80以上で解放される期間限定の高難度ステージ。攻略中は艦船のダメージは次のステージに引き継がれる。NORMALをクリアすると得点が入り、累計得点に応じて報酬が入手でき、UNLIMITEDが解放される。

#### セイレーン作戦
指揮官レベル60以上で開放される上級者向けコンテンツ。主に海域攻略とMETA戦に分かれる。

##### 海域攻略
海域
海域の敵を全滅させることでそのエリアを制圧できる。特定のエリアに入るとストーリーが進行したり、パズル要素をクリアして特殊情報が入手できたりする。
港
入港するとアイテム入手や艦隊の修理・再編成が可能。ただし後者はアズールレーンの港（青い港）のみで、レッドアクシズの港（赤い港）では不可。
隊再編成
艦隊を再編成する。港マップのみ選択可能
艦隊整備
艦隊全員を全回復させ、士気低下状態や状態異常も回復させる
偵察命令
エリア全域が明るくなって見通せるようになる。
潜水支援
潜水艦隊を海域に呼び出す。
スキャン
隠れたアイテムや罠を探し出す。
情報
発生している任務の確認が行える。
アイテム
セイレーン作戦に関連するアイテムを確認し、使用できる。

##### META戦
一定数のMETA座標を消費することで挑戦できるレイド戦。一定回数勝利して解析ポイントを一定以上集めるとMETA艦船が入手できる。

### 編成
通常の艦隊は1艦隊辺り、前衛3隻、主力3隻まで配置が可能。前衛はシューティングゲームにおける「自機」のようなもので、全滅すると敗北となる。また、主力の中央に配置される「旗艦」も撃破されると敗北となる。主力は火力が高いものの手数に乏しいため、いわば「ボム」のような立ち位置。特に空母の航空攻撃は制空値次第で敵へのダメージが変動する。
潜水艦隊は潜水艦と風帆のみ3隻まで編成可能。海域マップでは一定の範囲内の敵艦隊を攻撃して装甲を下げるほか、戦闘では「ボム」のような立ち位置で自動で攻撃を行う。

### 建造
建造
いわゆる「ガチャ」部分。資金とキューブを消費するが、課金効率が悪く、ゲームプレイによる入手で容易に賄うことができるという珍しい特性を持つ。キューブについても意識して集めれば委託等で十分な数が集まるため、無課金プレイの範囲でも高レアリティ艦を含め入手しやすいのが本作の特徴のひとつといえる。
支援要請
「勲章」と引き換えに艦船や物資を手に入れられる。初期実装分のSSR艦も入手可能なため、初心者プレイヤーには特に有用。
退役
いわゆる「売却」部分。艦船と引き換えに燃料や資金を手に入れられる。また、レアリティ「R」以上の不要な艦船を退役させることにより、「勲章」が得られる。

### 任務
デイリー任務とウィークリー任務があり、それぞれ条件を満たせば資金、燃料、キューブなど各種資材が得られる。

### 母港
資金や各種資材を得たり、キャラの育成をする事ができる。

### 研究
各種研究ができる。「開発ドック」で各種任務をこなせば特別計画艦と呼ばれる強力な艦船を入手することができる。

### 倉庫
装備、食糧、パーツ、設計図等の保管所。

### ドック
ここで艦船を選択すれば、艦船の様子を見られる。母港帰還で全回復するため、修理・入渠のようなシステムはない。疲労度、好感度の確認ができるほか、キャラの強化をすることができる。

### ショップ
有料コンテンツ関連。ダイヤの購入、衣装購入、ケッコン用の指輪、ドック枠、倉庫枠など。ただし、燃料の直接購入は燃料表示部の＋キーから。寮舎関連は寮舎のページから。

## 世界観
注：ここでは、「ユニオン」、「ロイヤル」、「鉄血」、「重桜」の主要四大国家を扱い、それ以外の国家である「東煌」「北方連合」「アイリス」「ヴィシア」は含めない。
海洋が70%を占める海の惑星で、突如、謎の海洋勢力「セイレーン」が出現し、人類は9割の制海権を喪失する被害を受けた。
この強大な海の脅威に対抗するため、人類は各国家間で生じていた問題を棚上げし、「ユニオン」、「ロイヤル」、「鉄血」、「重桜」の四大国家を中心とした軍事連合「アズールレーン」を結成。一丸となって反抗を開始する。
やがて、アズールレーンの活躍で制海権を奪還することに成功した人類であったが、人類の総力をもってしてもセイレーンの完全な撃滅には至れず、その後の方針をめぐって各国家間で意見対立が表面化していく。
曰く「人類の力のみで脅威に立ち向かっていく」か、それとも「毒を以て毒を制す」か……
意見対立の果てに鉄血と重桜とヴィシアはアズールレーンを離反し、もうひとつの軍事連合である「レッドアクシズ」を結成。対立する2つの陣営は、やがて「人類の未来」という道筋をめぐる本格的な武力衝突へと至る。
同時に、セイレーンたちも自らの「本来の目的」を果たさんと暗躍を開始。人類の運命はますますその混迷度を深めることとなった……

## 登場陣営
ゲーム内で擬人化されたキャラクターの総称は「KAN-SEN」と呼ばれる。艦型の隣に★マークの付いたものは同型未実装艦あり。名称の後ろに「※」がある艦船は、日本版に登場していない。「リトル艦」「μ兵装」「META」は元の艦の亜種として扱われ、ゲーム内では別キャラクターとして同時出撃が可能。また、艦種が「計画艦」となっているものはWorld of Warshipsとのコラボレーション（後述）により登場する、史実においては開発構想のみで実際には建造に至らなかったか、建造中に艦種の変更を経るなどの事情で未成艦となった艦船。
陣営の名称は「日本語（読み仮名、簡体字中文/英語）」。

### アズールレーン
セイレーンに対抗する為に四大国家を中心にして結成された人類連合。「連合」と呼ばれることもある。「人類の科学技術と天然自然の力による人類の発展」を組織の主題に掲げていたが、後に方針の違いから鉄血と重桜が脱退し、彼らによる新勢力であるレッドアクシズと戦争状態になる。
第二次世界大戦の連合国（Allies）がモチーフとされる。

#### ユニオン
ユニオン（白鹰 / Eagle Union）は、科学と自由を重んじる連邦制国家。その科学技術は主に航空機を中心に発展している。装備開発は「クロキッド」という名称の企業が行っている。ゲーム本編はユニオン視点で描かれる場合が多い。
アメリカ合衆国がモチーフとされる。
| 艦種     | 艦型                  | 艦名 | 備考                                                                                               |
| -------- | --------------------- | --- | -------------------------------------------------------------------------------------------------- |
| 戦艦     | ネバダ級              | ネバダ、オクラホマ | |
| 戦艦     | ペンシルベニア級      | ペンシルベニア、アリゾナ | |
| 戦艦     | テネシー級            | テネシー、カリフォルニア | |
| 戦艦     | コロラド級            | コロラド、メリーランド、ウェストバージニア | |
| 戦艦     | ノースカロライナ級    | ノースカロライナ、ワシントン | |
| 戦艦     | サウスダコタ級        | サウスダコタ、インディアナ、マサチューセッツ、アラバマ | サウスダコタは特別補給でのみ入手可能                                                               |
| 戦艦     | アイオワ級            | ニュージャージー | ★                                                                                                  |
| 戦艦     | 計画艦                | ジョージア、カンザス | ジョージアは同名のバージニア級戦艦とは異なる。カンザスは同名のコネチカット級戦艦とは異なる         |
| 巡洋戦艦 | レキシントン級        | コンステレーション | ★                                                                                                  |
| 航空戦艦 | 計画艦                | キアサージ | 同名のキアサージ級戦艦とは異なる                                                                   |
| 正規空母 | レキシントン級        | レキシントン、サラトガ | サラトガは初回課金すると無条件で獲得                                                               |
| 正規空母 | 同型艦なし            | ワスプ | |
| 正規空母 | ヨークタウン級        | ヨークタウン、エンタープライズ / リトル・エンタープライズ、ホーネット | |
| 正規空母 | エセックス級          | エセックス、ヨークタウンⅡ、イントレピッド、ホーネットⅡ、フランクリン、タイコンデロガ、バンカー・ヒル、シャングリラ | ★                                                                                                  |
| 軽空母   | 同型艦なし            | ラングレー、ロング・アイランド | ロング・アイランドは事実上の初期艦                                                                 |
| 軽空母   | レンジャー級          | レンジャー | |
| 軽空母   | ボーグ級              | ボーグ | ★                                                                                                  |
| 軽空母   | カサブランカ級        | カサブランカ | ★                                                                                                  |
| 軽空母   | インディペンデンス級  | インディペンデンス、プリンストン、ラングレーⅡ、バターン、サン・ジャシント | ★                                                                                                  |
| 重巡洋艦 | ペンサコーラ級        | ペンサコーラ、ソルトレイクシティ | |
| 重巡洋艦 | ノーザンプトン級      | ノーザンプトン、ルイビル、シカゴ、ヒューストン | ★                                                                                                  |
| 重巡洋艦 | ポートランド級        | ポートランド、インディアナポリス | ポートランドは初心者任務の過程で、インディアナポリスはログインボーナスの過程でそれぞれ獲得できる。 |
| 重巡洋艦 | ニューオーリンズ級    | ニューオリンズ、アストリア、ミネアポリス、サンフランシスコ、クインシー、ヴィンセンス | ★                                                                                                  |
| 重巡洋艦 | 同型艦なし            | ウィチタ | |
| 重巡洋艦 | ボルチモア級          | ボルチモア / ボルチモア（μ兵装）、ピッツバーグ、ブレマートン | ★                                                                                                  |
| 重巡洋艦 | オレゴン・シティ級    | ノーザンプトンⅡ | ★                                                                                                  |
| 重巡洋艦 | 計画艦                | アンカレッジ / リトル・アンカレッジ | 同名のアンカレッジ級ドック型揚陸艦とは異なる                                                       |
| 軽巡洋艦 | オマハ級              | オマハ、ローリー、リッチモンド、コンコード、マーブルヘッド、メンフィス | ★                                                                                                  |
| 軽巡洋艦 | ブルックリン級        | ブルックリン、フェニックス、ボイシ/ボイシ（μ兵装）、ホノルル | ★                                                                                                  |
| 軽巡洋艦 | セントルイス級        | セントルイス、ヘレナ / リトル・ヘレナ | |
| 軽巡洋艦 | アトランタ級          | アトランタ、ジュノー、サンディエゴ / リトル・サンディエゴ、サンフアン、リノ | ★                                                                                                  |
| 軽巡洋艦 | クリーブランド級      | クリーブランド / リトル・クリーブランド / クリーブランド（μ兵装）、コロンビア、モントピリア、デンバー、サンタフェ、バーミンガム、ビロクシ、ヒューストンⅡ | ★                                                                                                  |
| 軽巡洋艦 | ファーゴ級            | ファーゴ | ★                                                                                                  |
| 軽巡洋艦 | 計画艦                | シアトル | 同名のテネシー級装甲巡洋艦とは異なる                                                               |
| 超巡洋艦 | アラスカ級            | グアム | ★                                                                                                  |
| 駆逐艦   | ファラガット級        | デューイ、エールウィン | ★                                                                                                  |
| 駆逐艦   | マハン級              | カッシン、ダウンズ | ★                                                                                                  |
| 駆逐艦   | グリッドレイ級        | グリッドレイ、クレイヴン、マッコール、モーリー | |
| 駆逐艦   | シムス級              | シムス、ハムマン | ★                                                                                                  |
| 駆逐艦   | ベンソン級            | ベンソン、ラフィー、ベイリー、ホビー、カーク | ★ラフィーは初期艦の1隻                                                                             |
| 駆逐艦   | フレッチャー級        | フレッチャー、ラドフォード、ジェンキンス、ニコラス、バッチ、スタンリー、フート、スペンス、サッチャー、キンバリー、マラニー、ブッシュ、ヘイゼルウッド、ミラー、ステフェン・ポッター、モリソン、スモーリー、オーリック、チャールズ・オースバーン、ベル、ハルゼー・パウエル | ★                                                                                                  |
| 駆逐艦   | アレン・M・サムナー級 | アレン・M・サムナー、イングラハム、クーパー、ラフィーⅡ、ブリストル | ★                                                                                                  |
| 駆逐艦   | キャノン級            | エルドリッジ | ★                                                                                                  |
| 駆逐艦   | エドサル級            | ハムマンⅡ | ★                                                                                                  |
| 駆逐艦   | 計画艦                | ハルフォード | |
| 潜水艦   | ナーワル級            | ノーチラス | ★                                                                                                  |
| 潜水艦   | ガトー級              | アルバコア / アルバコア（μ兵装）、ヘリング、ブルーギル、カヴァラ、デイス、フラッシャー | ★                                                                                                  |
| 潜水艦   | バラオ級              | アーチャーフィッシュ | ★                                                                                                  |
| 工作艦   | 同型艦なし            | ヴェスタル | |

#### ロイヤル
ロイヤル（皇家 / Royal Navy）は劇中世界で最も海洋国家としての歴史が長く、同時に最も造船技術に秀でた王政国家。クイーン・エリザベスが女王を務めている。装備開発は「ヴィスカー」という名称の企業が行っている。ゲームのプロローグはロイヤル視点で描かれている。
基本的なモチーフはイギリスとされるが、歴史上において広義の「大英帝国」の一部であったカナダ、オーストラリア、ニュージーランドなどの国家に属する艦船もこの陣営に含まれている。2018年8月のアップデートでは、第二次世界大戦後の冷戦期に就役した艦船が登場している。
| 艦種       | 艦型                   | 艦名 | 備考                                               |
| ---------- | ---------------------- | --- | -------------------------------------------------- |
| 戦艦       | クイーン・エリザベス級 | クイーン・エリザベス、ウォースパイト、ヴァリアント | ★                                                  |
| 戦艦       | リヴェンジ級           | リヴェンジ、ロイヤル・オーク | ★                                                  |
| 戦艦       | ネルソン級             | ネルソン、ロドニー |                                                    |
| 戦艦       | キング・ジョージ5世級  | キング・ジョージ5世、プリンス・オブ・ウェールズ、デューク・オブ・ヨーク、ハウ                                                                                        | ★                                                  |
| 戦艦       | ライオン級             | ライオン |                                                    |
| 戦艦       | 同型艦なし             | ヴァンガード |                                                    |
| 戦艦       | 計画艦                 | モナーク | 同名のオライオン級戦艦とは異なる                   |
| 巡洋戦艦   | 同型艦なし             | フッド |                                                    |
| 巡洋戦艦   | レナウン級             | レナウン / リトル・レナウン、レパルス | レパルスは開始直後に獲得できる。                   |
| 正規空母   | グロリアス級           | グロリアス | ★                                                  |
| 正規空母   | 同型艦なし             | アーク・ロイヤル、イーグル |                                                    |
| 正規空母   | イラストリアス級       | イラストリアス / リトル・イラストリアス / イラストリアス（μ兵装）、ヴィクトリアス、フォーミダブル / リトル・フォーミダブル / フォーミダブル（μ兵装）、インドミタブル |                                                    |
| 正規空母   | インプラカブル級       | インプラカブル | ★                                                  |
| 軽空母     | 同型艦なし             | アーガス、ハーミーズ、ユニコーン |                                                    |
| 軽空母     | アタッカー級           | チェイサー | ★                                                  |
| 軽空母     | コロッサス級           | パーシュース、シーシュース | ★                                                  |
| 軽空母     | セントー級             | セントー、アルビオン | ★                                                  |
| 重巡洋艦   | ケント級               | ケント、サフォーク | ★                                                  |
| 重巡洋艦   | ロンドン級             | ロンドン、デヴォンシャー、シュロップシャー、サセックス |                                                    |
| 重巡洋艦   | ノーフォーク級         | ノーフォーク、ドーセットシャー |                                                    |
| 重巡洋艦   | ヨーク級               | ヨーク、エクセター |                                                    |
| 重巡洋艦   | 計画艦                 | ドレイク、チェシャー / リトル・チェシャー | ドレイクは同名のドレイク級装甲巡洋艦とは異なる     |
| 軽巡洋艦   | シアリーズ級           | キュラソー、カーリュー | ★                                                  |
| 軽巡洋艦   | エメラルド級           | エンタープライズ | ★                                                  |
| 軽巡洋艦   | リアンダー級           | リアンダー、アキリーズ、エイジャックス | ★                                                  |
| 軽巡洋艦   | アリシューザ級         | アリシューザ、ガラティア、ペネロピ、オーロラ |                                                    |
| 軽巡洋艦   | サウサンプトン級       | サウサンプトン、ニューカッスル、シェフィールド / シェフィールド（μ兵装）、グラスゴー                                                                                 | ★                                                  |
| 軽巡洋艦   | グロスター級           | グロスター、リヴァプール、マンチェスター |                                                    |
| 軽巡洋艦   | エディンバラ級         | エディンバラ、ベルファスト/ベルちゃん |                                                    |
| 軽巡洋艦   | ダイドー級             | ダイドー / ダイドー（μ兵装）、ハーマイオニー、クレオパトラ、シリアス、カリブディス、シラ                                                                             | ★                                                  |
| 軽巡洋艦   | ベローナ級             | ベローナ、ブラック・プリンス | ★                                                  |
| 軽巡洋艦   | フィジー級             | フィジー、ジャマイカ、トリニダード | ★                                                  |
| 軽巡洋艦   | マイノーター級         | スウィフトシュア | ★                                                  |
| 軽巡洋艦   | 計画艦                 | ネプチューン、プリマス | ネプチューンは同名のリアンダー級軽巡洋艦とは異なる |
| 駆逐艦     | アドミラルティV級      | ヴァンパイア | ★                                                  |
| 駆逐艦     | プロトタイプA級        | アマゾン | ゲーム開始時のチュートリアルでも登場。             |
| 駆逐艦     | A級                    | アカスタ、アーデント | ★                                                  |
| 駆逐艦     | B級                    | ビーグル、ブルドッグ | ★                                                  |
| 駆逐艦     | C級                    | クレセント、コメット、シグニット | ★                                                  |
| 駆逐艦     | E級                    | エコー | ★                                                  |
| 駆逐艦     | F級                    | フォーチュン、フォックスハウンド | ★                                                  |
| 駆逐艦     | G級                    | グレンヴィル、ギャラント、グローウォーム | ★                                                  |
| 駆逐艦     | H級                    | ハーディ、ヒーロー、ハンター | ★                                                  |
| 駆逐艦     | I級                    | イカルス | ★                                                  |
| 駆逐艦     | トライバル級           | エスキモー、ヌビアン | ★                                                  |
| 駆逐艦     | J級                    | ジャーヴィス、ジェーナス、ジャベリン、ジュノー、ジャージー、ジュピター                                                                                               | ★ジャベリンは初期艦の1隻                           |
| 駆逐艦     | M級                    | マスケティーア、マッチレス | ★                                                  |
| 駆逐艦     | バトル級               | トラファルガー | ★                                                  |
| モニター艦 | エレバス級             | エレバス、テラー |                                                    |
| モニター艦 | ロバーツ級             | アバークロンビー | ★                                                  |

#### 東煌
東煌（とんふぁん、东煌 / Dragon Empery）は東方の大陸に存在する国家で、鉄血と重桜の脱退後にアズールレーンに加入した。海洋国家としては日が浅く、重桜と対立している。
20世紀前半から中盤にかけての通史的な中国をモチーフとしている。陣営内には大戦期の中華民国海軍と、戦中にソビエト連邦海軍の艦船として建造されたものを1949年の中華人民共和国建国後に譲り受けた人民解放軍海軍に至る艦船の両方が含まれている。
| 艦種     | 艦型       | 艦名                   | 備考                                                             |
| -------- | ---------- | ---------------------- | ---------------------------------------------------------------- |
| 巡洋戦艦 | 同型艦なし | 寰昌                   |                                                                  |
| 軽空母   | 同型艦なし | 鎮海、華甲             | いずれも実際には軽空母ではなく水上機母艦であり、ゲーム上の分類。 |
| 重巡洋艦 | 同型艦なし | 建武                   |                                                                  |
| 軽巡洋艦 | 海容級     | 海容                   | ★                                                                |
| 軽巡洋艦 | 海天級     | 海天、海圻             |                                                                  |
| 軽巡洋艦 | 肇和級     | 肇和、応瑞             |                                                                  |
| 軽巡洋艦 | 寧海級     | 寧海、平海             |                                                                  |
| 軽巡洋艦 | 同型艦なし | 逸仙、済安             |                                                                  |
| 軽巡洋艦 | 計画艦     | ハルビン               | 同名の旅滬型駆逐艦とは異なる                                     |
| 駆逐艦   | 長風級     | 長風、伏波、飛雲       |                                                                  |
| 駆逐艦   | 鞍山級     | 鞍山、撫順、長春、太原 |                                                                  |
| 駆逐艦   | 龍武級     | 龍武、虎賁             |                                                                  |
| 運送艦   | 同型艦なし | 定安                   |                                                                  |

#### 北方連合
北方連合（ほっぽうれんごう、北方联合 / Northern Parliament）は大陸の北方に存在する国家で、鉄血と重桜の脱退後にアズールレーンへ加入した。鉄血と対立しているが、レッドアクシズと敵対しているにも関わらずその艤装は鉄血の物に近い生物的な様相であり、密かにセイレーンの技術を利用しているのではないかとユニオンやロイヤルに疑われている。
ソビエト連邦がモチーフとされる。
| 艦種     | 艦型                     | 艦名                                                                     | 備考                                                               |
| -------- | ------------------------ | ------------------------------------------------------------------------ | ------------------------------------------------------------------ |
| 戦艦     | 同型艦なし               | カザン                                                                   |                                                                    |
| 戦艦     | ガングート級             | ガングート、ポルタヴァ、セヴァストポリ                                   | ★                                                                  |
| 戦艦     | ソビエツキー・ソユーズ級 | ソビエツキー・ソユーズ、ソビエツカヤ・ロシア、ソビエツカヤ・ベラルーシア | ★                                                                  |
| 戦艦     | リヴェンジ級             | アルハンゲリスク                                                         | ★                                                                  |
| 航空母艦 | 72号計画型               | ヴォルガ                                                                 |                                                                    |
| 航空母艦 | 計画艦                   | チカロフ、アドミラル・ナヒーモフ                                         | アドミラル・ナヒーモフは同名のスヴェトラーナ級軽巡洋艦とは異なる。 |
| 重巡洋艦 | アドミラル・ヒッパー級   | タリン                                                                   |                                                                    |
| 重巡洋艦 | 同型艦なし               | クルスク                                                                 |                                                                    |
| 軽巡洋艦 | ヂアーナ級               | アヴローラ                                                               | ★βテスト参加者特典                                                 |
| 軽巡洋艦 | ボガトィーリ級           | パーミャチ・メルクーリヤ、オレグ                                         | ★                                                                  |
| 軽巡洋艦 | キーロフ級               | キーロフ、ヴォロシーロフ                                                 |                                                                    |
| 軽巡洋艦 | チャパエフ級             | チャパエフ、クイビシェフ                                                 | ★                                                                  |
| 軽巡洋艦 | オマハ級                 | ムルマンスク                                                             | ★                                                                  |
| 軽巡洋艦 | 計画艦                   | ドミートリィ・ドンスコイ                                                 | 同名の装甲巡洋艦とは異なる                                         |
| 超巡洋艦 | クロンシュタット級       | クロンシュタット                                                         |                                                                    |
| 駆逐艦   | グネフヌイ級             | グロズヌイ、グロムキィ、ストレミテリヌイ、グレミャーシュチ               | ★                                                                  |
| 駆逐艦   | レニングラード級         | ミンスク                                                                 | ★                                                                  |
| 駆逐艦   | タシュケント級           | タシュケント / タシュケント（μ兵装）                                     |                                                                    |
| 駆逐艦   | ストロジェヴォイ級       | ソオブラジーテリヌイ、スヴィレピイ                                       | ★                                                                  |
| 駆逐艦   | オグネヴォイ級           | オグネヴォイ                                                             | ★                                                                  |
| 駆逐艦   | キエフ級                 | キエフ                                                                   |                                                                    |

#### アイリス
アイリス（鸢尾 / Iris）は、国内がアズールレーン陣営の自由アイリス教国（自由鸢尾 / Iris the Liberty）と親レッドアクシズ陣営のヴィシア聖座（後述）に分裂している、アイリス教国神を信仰する宗教国家。フランスがモチーフとされる。アズールレーン陣営の自由アイリスは大戦期の自由フランスに当たり、作中では鉄血の侵攻によってロイヤルへ亡命した枢機卿のリシュリューが檄を飛ばして自由アイリスの結成を宣言した。
作中では、大戦期に連合軍へ投降もしくは武装解除後の引き渡しで自由フランス海軍の所属となった艦船がこの陣営に分類されている。ゲーム内で最初の1隻は、World of Warshipsに登場している計画艦である。
| 艦種     | 艦型                   | 艦名                                                                 | 備考                                   |
| -------- | ---------------------- | -------------------------------------------------------------------- | -------------------------------------- |
| 戦艦     | リヨン級               | リヨン                                                               |                                        |
| 戦艦     | リシュリュー級         | リシュリュー                                                         |                                        |
| 戦艦     | アルザス級             | アルザス                                                             |                                        |
| 戦艦     | 計画艦                 | シャンパーニュ                                                       |                                        |
| 巡洋戦艦 | 同型艦なし             | マッセナ                                                             |                                        |
| 航空母艦 | ノルマンディー級       | ベアルン                                                             |                                        |
| 航空母艦 | ジョッフル級           | パンルヴェ                                                           |                                        |
| 軽空母   | インディペンデンス級   | ボア・ベロー                                                         | ★                                      |
| 重巡洋艦 | デュケーヌ級           | デュケーヌ                                                           | ★                                      |
| 重巡洋艦 | シュフラン級           | シュフラン                                                           | ★                                      |
| 重巡洋艦 | サン・ルイ級           | ブレンヌス                                                           |                                        |
| 重巡洋艦 | 計画艦                 | サン・ルイ                                                           | 同名のシャルルマーニュ級戦艦とは異なる |
| 軽巡洋艦 | 同型艦なし             | ジャンヌ・ダルク、エミール・ベルタン                                 |                                        |
| 軽巡洋艦 | デュゲイ・トルーアン級 | デュゲイ・トルーアン                                                 | ★                                      |
| 軽巡洋艦 | ド・グラース級         | ギシャン                                                             | ★                                      |
| 軽巡洋艦 | 計画艦                 | バヤール                                                             | 同名のバヤール級装甲艦とは異なる       |
| 超巡洋艦 | 計画艦                 | ブレスト                                                             |                                        |
| 駆逐艦   | ラドロア級             | フォルバン                                                           | ★                                      |
| 駆逐艦   | ヴォークラン級         | マイレ・ブレゼ                                                       | ★                                      |
| 駆逐艦   | ル・ファンタスク級     | ル・トリオンファン、ル・テリブル                                     | ★                                      |
| 駆逐艦   | ル・アルディ級         | ル・アルディ、ル・テメレール / ル・テメレール（μ兵装）、ルピニャート | ★                                      |
| 潜水艦   | 同型艦なし             | シュルクーフ                                                         |                                        |

### レッドアクシズ
アズールレーンから脱退した鉄血によって結成されたもうひとつの軍事連合。ストーリー開始とほぼ同時に重桜もこちらに加入する。「セイレーンとの戦いで戦利品として手に入れた彼女たちの技術や力を積極的に導入し、人類のさらなる発展と革新を目指す」ことを主題に掲げており、あくまで人類の力のみで戦う主義のアズールレーンと対立する。
基本的に敵側陣営として登場しているが、所属艦船を味方に引き入れることも可能である。
第二次世界大戦の枢軸国（Axis Powers）がモチーフとされる。

#### 重桜
重桜（じゅうおう、重樱 / Sakura Empire）は極東に存在する君主制国家。主に敵として登場するのはここの艦である。島国という立地に加え、「数百年に渡り他国との交流を極力避けていた」という歴史ゆえに、「ヤオヨロズノカミガミ」を祀る精霊信仰など独自の文化・風習を今もなお色濃く残している。鉄血同様、セイレーンとの戦いで得た技術を積極的に取り入れる方針を掲げたためにユニオン・ロイヤルと対立、最終的にアズールレーンを裏切る形でレッドアクシズに加入した。装備開発は「蔵王重工」という名称の企業が行っている。また、「セイレーン由来の力を肉体そのものに宿す」という方法でセイレーンから得た技術を自軍に取り込んでおり、その影響で所属艦の肉体には獣耳や尻尾等の人外的な器官が生えている特徴がある。
大日本帝国がモチーフとされる。
日本版では敵艦船として重桜艦が登場する場合は片仮名、自陣営に加わるものは漢字で表記する形で両者を区別しており、現時点では敵艦船のみで登場しているもの（トネ、ユウグモなど）もある。また、艦載機の国籍マークが各版とも共通で「日章」から「赤い渦巻」へ改変されている。
なお、中国版では政府による規制の影響で、重桜の艦船が敵として登場する場合の名称はモデルの通りだが建造やドロップで自陣営の艦船として入手した場合は「愛宕→犬」のように動植物の名称へ改変される。ただし、プレイヤー自身が入手後に本来の名称へ改変することは可能（NGワード等は設けられていない）。テレビアニメでは、第1話で綾波がアズールレーン新設基地に侵入する際のコードネームとして使用されている。
| 艦種     | 艦型       | 艦名                                                         | 備考                                                                   |
| -------- | ---------- | ------------------------------------------------------------ | ---------------------------------------------------------------------- |
| 戦艦     | 敷島型     | 三笠                                                         | ★                                                                      |
| 戦艦     | 扶桑型     | 扶桑、山城                                                   | いずれも改造で航空戦艦に艦種変更される                                 |
| 戦艦     | 伊勢型     | 伊勢、日向                                                   | いずれも改造で航空戦艦に艦種変更される                                 |
| 戦艦     | 長門型     | 長門、陸奥                                                   |                                                                        |
| 戦艦     | 紀伊型     | 紀伊、尾張、駿河                                             | ★ 駿河は「クロスウェーブ」で先行登場                                   |
| 戦艦     | 加賀型     | 加賀（戦艦）、土佐                                           |                                                                        |
| 戦艦     | 大和型     | 武蔵                                                         | ★                                                                      |
| 戦艦     | 計画艦     | 出雲、大山                                                   | 出雲は同名の出雲型装甲巡洋艦とは異なる                                 |
| 巡洋戦艦 | 金剛型     | 金剛 / 金剛（μ兵装）、比叡 / 比叡ちゃん、榛名、霧島          |                                                                        |
| 巡洋戦艦 | 天城型     | 天城 / 天城ちゃん                                            |                                                                        |
| 正規空母 | 赤城型     | 赤城 / 赤城ちゃん / 赤城（μ兵装）、天城（空母）              |                                                                        |
| 正規空母 | 加賀型     | 加賀                                                         |                                                                        |
| 正規空母 | 蒼龍型     | 蒼龍                                                         |                                                                        |
| 正規空母 | 飛龍型     | 飛龍                                                         |                                                                        |
| 正規空母 | 翔鶴型     | 翔鶴、瑞鶴                                                   |                                                                        |
| 正規空母 | 大鳳型     | 大鳳 / 大鳳ちゃん / 大鳳（μ兵装）                            |                                                                        |
| 正規空母 | 大和型     | 信濃 / 信濃ちゃん                                            |                                                                        |
| 正規空母 | 雲龍型     | 葛城                                                         | ★                                                                      |
| 正規空母 | 計画艦     | 白龍                                                         |                                                                        |
| 軽空母   | 鳳翔型     | 鳳翔                                                         |                                                                        |
| 軽空母   | 龍驤型     | 龍驤                                                         |                                                                        |
| 軽空母   | 祥鳳型     | 祥鳳、瑞鳳                                                   |                                                                        |
| 軽空母   | 龍鳳型     | 龍鳳                                                         |                                                                        |
| 軽空母   | 隼鷹型     | 隼鷹、飛鷹                                                   |                                                                        |
| 軽空母   | 千歳型     | 千歳、千代田                                                 |                                                                        |
| 重巡洋艦 | 古鷹型     | 古鷹、加古                                                   |                                                                        |
| 重巡洋艦 | 青葉型     | 青葉、衣笠                                                   |                                                                        |
| 重巡洋艦 | 妙高型     | 妙高、那智、足柄、羽黒                                       |                                                                        |
| 重巡洋艦 | 高雄型     | 高雄、愛宕、摩耶、鳥海                                       |                                                                        |
| 重巡洋艦 | 最上型     | 鈴谷、熊野                                                   |                                                                        |
| 重巡洋艦 | 利根型     | 筑摩                                                         | ★                                                                      |
| 重巡洋艦 | 雲仙型     | 雲仙                                                         |                                                                        |
| 重巡洋艦 | 計画艦     | 伊吹                                                         | 建造中に空母へ変更された改鈴谷型であり、同名の鞍馬型巡洋戦艦とは異なる |
| 軽巡洋艦 | 長良型     | 長良、五十鈴、名取、由良、鬼怒、阿武隈                       |                                                                        |
| 軽巡洋艦 | 川内型     | 川内、神通、那珂、綾瀬                                       |                                                                        |
| 軽巡洋艦 | 夕張型     | 夕張                                                         |                                                                        |
| 軽巡洋艦 | 最上型     | 最上、三隈                                                   | 最上は改造により、重巡洋艦に艦種変更される。                           |
| 軽巡洋艦 | 阿賀野型   | 阿賀野、能代 / 能代（μ兵装）、酒匂                           | ★                                                                      |
| 軽巡洋艦 | 改阿賀野型 | 渡良瀬                                                       |                                                                        |
| 軽巡洋艦 | 計画艦     | 四万十                                                       |                                                                        |
| 超巡洋艦 | 計画艦     | 吾妻                                                         | 同名の装甲巡洋艦とは異なる                                             |
| 駆逐艦   | 神風型     | 神風、松風、旗風、追風、朝凪                                 | ★                                                                      |
| 駆逐艦   | 睦月型     | 睦月、如月、卯月、水無月、文月、長月、三日月                 | ★                                                                      |
| 駆逐艦   | 吹雪型     | 吹雪、白雪、深雪、浦波                                       | ★                                                                      |
| 駆逐艦   | 綾波型     | 綾波                                                         | ★日本版・韓国版・繁体字版で初期艦として選択可能                        |
| 駆逐艦   | 暁型       | 暁、響、雷、電                                               |                                                                        |
| 駆逐艦   | 初春型     | 初春、若葉、初霜、有明、夕暮                                 | ★                                                                      |
| 駆逐艦   | 白露型     | 白露、時雨、夕立、海風、山風、江風                           | ★                                                                      |
| 駆逐艦   | 朝潮型     | 朝潮、大潮、満潮、荒潮、霞                                   | ★                                                                      |
| 駆逐艦   | 陽炎型     | 陽炎、不知火、黒潮、親潮、雪風、浦風、磯風、浜風、谷風、野分 | ★不知火は補給にも登場。                                                |
| 駆逐艦   | 夕雲型     | 風雲、長波、巻波、清波、涼波                                 | ★                                                                      |
| 駆逐艦   | 秋月型     | 涼月、初月、新月、若月、春月、宵月、花月                     | ★                                                                      |
| 駆逐艦   | 島風型     | 島風                                                         | 「クロスウェーブ」で先行登場                                           |
| 駆逐艦   | 計画艦     | 北風                                                         |                                                                        |
| 潜水艦   | 伊168型    | 伊168                                                        | ★                                                                      |
| 潜水艦   | 伊15型     | 伊19、伊25、伊26                                             | ★                                                                      |
| 潜水艦   | 伊54型     | 伊56、伊58                                                   | ★ 伊58は任務を終わらせれば必ず入手できる。                             |
| 潜水空母 | 伊13型     | 伊13                                                         | ★                                                                      |
| 工作艦   | 同型艦なし | 明石                                                         | ショップにも登場。                                                     |
| 運送艦   | 同型艦なし | 樫野                                                         |                                                                        |

#### 鉄血
鉄血公国（てっけつ、铁血 / Iron Blood）は強大な軍事力とそこから生まれた高度な科学技術により勇往邁進を続ける軍事独裁国家。敵キャラクターとしては主にイベント海域に登場する。セイレーンとの戦いで得た技術を解析し、これを自軍の戦力として転用したが、これによりユニオン・ロイヤルと意見対立を引き起こし、やがてアズールレーンを脱退、レッドアクシズを設立した。「戦場で散った者たちの魂はヴァルハラへ赴く」という教えが慣習化している。装備開発は「クラップ」という名称の企業が行っている。セイレーンの技術を取り入れた影響により、艤装は異形なデザインのものが多い。
ドイツがモチーフとされるが、史実におけるナチス・ドイツ（第三帝国）ではなくそれ以前の第二帝国時代の意匠を取り入れている。なお、中国版では2023年頃より政府による規制の影響で、鉄血の艦船も変名へ改変されるようになった。
| 艦種     | 艦型                      | 艦名 | 備考 |
| -------- | ------------------------- | --- | --- |
| 戦艦     | ヘルゴラント級            | テューリンゲン | ★ |
| 戦艦     | ビスマルク級              | ビスマルク/ビスマルクZwei、ティルピッツ | |
| 戦艦     | H級                       | ウルリッヒ・フォン・フッテン | |
| 戦艦     | 計画艦                    | フリードリヒ・デア・グローセ/フリードリヒちゃん、メークレンブルク                                                                                 | フリードリヒ・デア・グローセは同名のカイザー級戦艦とは異なる。メークレンブルクは同名のヴィッテルスバッハ級戦艦とは異なる。 |
| 巡洋戦艦 | 同型艦なし                | ザイドリッツ、アドミラル・ツェンカー | |
| 巡洋戦艦 | デアフリンガー級          | リュッツオウ | ★ |
| 巡洋戦艦 | シャルンホルスト級        | シャルンホルスト、グナイゼナウ | |
| 巡洋戦艦 | O級                       | ブリュンヒルデ、アルヴィト | |
| 巡洋戦艦 | 計画艦                    | オーディン、プリンツ・ループレヒト | オーディンは同名のオーディン級海防戦艦とは異なる                                                                           |
| 正規空母 | グラーフ・ツェッペリン級  | グラーフ・ツェッペリン/ツェッペリンちゃん、ペーター・シュトラッサー                                                                               | |
| 正規空母 | AIV型                     | フリッツ・ルメイ | |
| 正規空母 | 計画艦                    | アウグスト・フォン・パーセヴァル | |
| 軽空母   | アドミラル・ヒッパー級    | ヴェーザー | |
| 軽空母   | ヤーデ級                  | ヤーデ、エルベ | |
| 重巡洋艦 | ローン級                  | ヨルク | ★ |
| 重巡洋艦 | ドイッチュラント級        | ドイッチュラント、アドミラル・グラーフ・シュペー / シュペーちゃん                                                                                 | ★ |
| 重巡洋艦 | アドミラル・ヒッパー級    | アドミラル・ヒッパー / アドミラル・ヒッパー（μ兵装）、ブリュッヒャー、プリンツ・オイゲン / プリンツ・オイゲンちゃん / プリンツ・オイゲン（μ兵装） | プリンツ・オイゲンはログインボーナスで獲得できる。                                                                         |
| 重巡洋艦 | P級                       | プリンツ・ハインリヒ、プリンツ・アーダルベルト、フリードリヒ・カール                                                                              | |
| 重巡洋艦 | 計画艦                    | ローン / ローン（μ兵装）、ヒンデンブルク | ローンは同名のローン級装甲巡洋艦とは異なる。ヒンデンブルクは同名のデアフリンガー級巡洋戦艦とは異なる。                     |
| 軽巡洋艦 | ドレスデン級              | エムデン | ★ |
| 軽巡洋艦 | ピラウ級                  | エルビンク | ★ |
| 軽巡洋艦 | ケーニヒスベルク級（3代） | ケーニヒスベルク、カールスルーエ、ケルン | ケルンは戦術教室にも登場。                                                                                                 |
| 軽巡洋艦 | ライプツィヒ級            | ライプツィヒ、ニュルンベルク | |
| 軽巡洋艦 | M級                       | マクデブルク、レーゲンスブルク、デュイスブルク | |
| 軽巡洋艦 | 計画艦                    | マインツ | 同名のコルベルク級小型巡洋艦とは異なる                                                                                     |
| 超巡洋艦 | 計画艦                    | エーギル/エーギルちゃん | 同名のオーディン級海防戦艦とは異なる                                                                                       |
| 駆逐艦   | Z1型                      | Z1（レーベレヒト・マース）、Z2（ゲオルク・ティーレ）                                                                                              | ★ |
| 駆逐艦   | Z5型                      | Z9（ヴォルフガング・ツェンカー）、Z11（ベルント・フォン・アルニム）、Z13（エーリッヒ・ケルナー）、Z16（フリードリヒ・エッコルト）                 | ★ |
| 駆逐艦   | Z17型                     | Z18（ハンス・リューデマン）、Z19（ヘルマン・キュンネ）、Z20（カール・ガルスター）、Z21（ヴィルヘイム・ハイドカンプ）                              | ★ |
| 駆逐艦   | Z23型                     | Z23、Z24、Z25、Z26、Z28 | ★Z23は中国版・英語版で初期艦として選択可能                                                                                 |
| 駆逐艦   | Z35型                     | Z35、Z36、Z43 | |
| 駆逐艦   | Z46型                     | Z46、Z47 | |
| 駆逐艦   | Z52型                     | Z52 | |
| 駆逐艦   | 1937J型                   | オットー・フォン・アルフェンスレーベン | |
| 駆逐艦   | 計画艦                    | フィリックス・シュルツ | |
| 潜水艦   | VIIA型                    | U-31 | ★ |
| 潜水艦   | VIIB型                    | U-47、U-73、U-101 | ★ |
| 潜水艦   | VIIC型                    | U-81、U-96、U-410、U-552、U-556、U-557、U-1206 | ★ |
| 潜水艦   | IXA型                     | U-37 | ★ |
| 潜水艦   | IXB型                     | U-110 | ★ |
| 潜水艦   | IXC型                     | U-522 | ★ |

#### ヴィシア
ヴィシア（维希教廷 / Curia of Vichya）は分断状態にあるアイリスの親レッドアクシズ陣営で、アズールレーン側の自由アイリスに対して自陣営の正統性を主張し「ヴィシア聖座」と称している。
第二次世界大戦期にナチス・ドイツの傀儡としてフランス南部を領有したヴィシー政権をモチーフとしている。作中では連合軍との交戦で撃沈された艦船および、連合軍への降伏またはドイツ国防軍への編入を拒んで自沈処分された艦船がこの陣営に分類されている。
| 艦種     | 艦型                 | 艦名                                                             | 備考 |
| -------- | -------------------- | ---------------------------------------------------------------- | ---- |
| 戦艦     | リシュリュー級       | ジャン・バール、クレマンソー                                     |      |
| 戦艦     | 計画艦               | ガスコーニュ / ガスコーニュ（μ兵装）、フランドル                 |      |
| 巡洋戦艦 | ダンケルク級         | ダンケルク、ストラスブール                                       |      |
| 航空母艦 | ジョッフル級         | ジョッフル                                                       |      |
| 重巡洋艦 | シュフラン級         | フォッシュ、デュプレクス                                         | ★    |
| 重巡洋艦 | 同型艦なし           | アルジェリー                                                     |      |
| 軽巡洋艦 | ラ・ガリソニエール級 | ラ・ガリソニエール、マルセイエーズ                               | ★    |
| 駆逐艦   | ラドロア級           | ル・マルス                                                       | ★    |
| 駆逐艦   | ル・アルディ級       | フルーレ、エペ                                                   | ★    |
| 駆逐艦   | ヴォークラン級       | ヴォークラン、ケルサン、タルテュ                                 | ★    |
| 駆逐艦   | ル・ファンタスク級   | ル・マラン / ル・マラン（μ兵装）、ローダシュー、ランドンターブル | ★    |
| 駆逐艦   | モガドール級         | モガドール                                                       | ★    |

#### サディア
サディア帝国（撒丁 / Sardegna Empire）は元老院によって統治されている国家。国は自然に満ち溢れており、芸術分野では優れているが、その一方で海軍の技術力は他の国に比べ劣っており、レッドアクシズからは格下に見られている。アントニオット・ウソディマーレのようにキャラグラフィックは存在するものの、プレイアブル未実装のキャラも存在する。
イタリアをモチーフとしている。
| 艦種     | 艦型                             | 艦名                                                                             | 備考                                                     |
| -------- | -------------------------------- | -------------------------------------------------------------------------------- | -------------------------------------------------------- |
| 戦艦     | 同型艦なし                       | ラファエロ                                                                       |                                                          |
| 戦艦     | コンテ・ディ・カブール級         | コンテ・ディ・カブール、ジュリオ・チェザーレ                                     | ★                                                        |
| 戦艦     | カイオ・ドゥイリオ級             | アンドレア・ドーリア                                                             | ★                                                        |
| 戦艦     | ヴィットリオ・ヴェネト級         | ヴィットリオ・ヴェネト、リットリオ、ローマ                                       |                                                          |
| 戦艦     | 計画艦                           | マルコ・ポーロ                                                                   | 同名の装甲巡洋艦とは異なる。                             |
| 正規空母 | 同型艦なし                       | アクィラ                                                                         |                                                          |
| 正規空母 | ヴィットリオ・ヴェネト級         | インペロ                                                                         |                                                          |
| 重巡洋艦 | トレント級                       | トレント、トリエステ、ボルツァーノ                                               |                                                          |
| 重巡洋艦 | ザラ級                           | ザラ、ポーラ、ゴリツィア                                                         | ★                                                        |
| 重巡洋艦 | 計画艦                           | ナポリ                                                                           | 同名のレジナ・エレナ級戦艦とは異なる。                   |
| 軽巡洋艦 | アルベルト・ディ・ジュッサーノ級 | バルトロメオ・コレオーニ                                                         | ★                                                        |
| 軽巡洋艦 | ドゥーカ・デッリ・アブルッツィ級 | ドゥーカ・デッリ・アブルッツィ、ジュゼッペ・ガリバルディ                         |                                                          |
| 駆逐艦   | ナヴィガトーリ級                 | ニコロソ・ダ・レッコ、エマヌエーレ・ペッサーニョ                                 | ★                                                        |
| 駆逐艦   | ソルダティ級                     | カラビニエーレ                                                                   | ★                                                        |
| 駆逐艦   | マエストラーレ級                 | マエストラーレ、リベッチオ                                                       | ★                                                        |
| 駆逐艦   | アルフレード・オリアーニ級       | アルフレード・オリアーニ、ジョズエ・カルドゥッチ、ヴィンチェンツォ・ジョベルティ | ★                                                        |
| 駆逐艦   | カピターニ・ロマーニ級           | アッティリオ・レゴロ、ポンペオ・マーニョ                                         | ★ 実際には駆逐艦ではなく軽巡洋艦であり、ゲーム上の分類。 |
| 駆逐艦   | 計画艦                           | ヴィットリオ・クニベルティ                                                       |                                                          |
| 潜水艦   | ブリン級                         | トリチェリ                                                                       | ★                                                        |
| 潜水艦   | グリエルモ・マルコーニ級         | レオナルド・ダ・ヴィンチ、マッジョーレ・バラッカ                                 | ★                                                        |

### 第三勢力

#### META
アズールレーン、レッドアクシズ、セイレーンのいずれにも属さない第三勢力の一つ。一部のMETAは「余燼（よじん）」という徒党を組んで行動している。その正体は「エックス」との戦いの末に世界が滅亡した別の時間軸から来た存在であり、その過程でメンタルキューブが「META現象」を引き起こした結果META化したという。この「META現象」は「KAN-SENを構築するメンタルキューブに秘められた、禁断の力にして呪い」と呼ばれ、進行は不可逆的なものであり、最終的には自我を失ってしまうという。
現時点ではストーリー上にのみ登場するキャラクター（エンタープライズ、高雄、ボノム・リシャールなど）も存在する。
| 艦種     | 艦型                     | 艦名                                                       | 備考 |
| -------- | ------------------------ | ---------------------------------------------------------- | ---- |
| 戦艦     | 扶桑型                   | 扶桑(META)、山城(META)                                     |      |
| 戦艦     | ペンシルベニア級         | アリゾナ(META)                                             | ★    |
| 戦艦     | クイーン・エリザベス級   | クイーン・エリザベス(META)                                 | ★    |
| 戦艦     | ネルソン級               | ロドニー(META)                                             | ★    |
| 戦艦     | 長門型                   | 長門(META)                                                 | ★    |
| 戦艦     | コンテ・ディ・カブール型 | ジュリオ・チェザーレ(META)                                 | ★    |
| 戦艦     | カイオ・ドゥイリオ級     | アンドレア・ドーリア(META)                                 | ★    |
| 戦艦     | ネバダ級                 | ネバダ(META)                                               | ★    |
| 巡洋戦艦 | シャルンホルスト級       | シャルンホルスト(META)、グナイゼナウ(META)                 |      |
| 巡洋戦艦 | レナウン級               | レナウン(META)、レパルス(META)                             |      |
| 巡洋戦艦 | 金剛型                   | 比叡(META)                                                 |      |
| 巡洋戦艦 | ダンケルク級             | ダンケルク(META)                                           |      |
| 正規空母 | 同型艦なし               | 飛龍(META)、蒼龍(META)、アーク・ロイヤル(META)、大鳳(META) |      |
| 正規空母 | ノルマンディー級         | ベアルン(META)                                             |      |
| 正規空母 | ヨークタウン級           | ホーネット(META)                                           | ★    |
| 正規空母 | グロリアス級             | グロリアス(META)                                           |      |
| 軽空母   | 同型艦なし               | 鳳翔                                                       |      |
| 軽空母   | 飛鷹型                   | 飛鷹(META)、隼鷹(META)                                     |      |
| 軽空母   | インディペンデンス級     | プリンストン(META)                                         | ★    |
| 重巡洋艦 | 同型艦なし               | アルジェリー(META)、ウィチタ(META)                         |      |
| 重巡洋艦 | トレント級               | トレント(META)、ボルツァーノ(META)                         | ★    |
| 重巡洋艦 | シュフラン級             | フォッシュ(META)                                           | ★    |
| 重巡洋艦 | アドミラル・ヒッパー級   | アドミラル・ヒッパー(META)                                 | ★    |
| 軽巡洋艦 | セントルイス級           | ヘレナ(META)                                               | ★    |
| 軽巡洋艦 | オマハ級                 | メンフィス(META)                                           | ★    |
| 軽巡洋艦 | サウサンプトン級         | シェフィールド(META)                                       | ★    |
| 軽巡洋艦 | ラ・ガリソニエール級     | ラ・ガリソニエール(META)                                   | ★    |
| 軽巡洋艦 | 川内型                   | 神通(META)                                                 | ★    |
| 軽巡洋艦 | キーロフ級               | キーロフ(META)                                             | ★    |
| 軽巡洋艦 | 同型艦なし               | パーミャチ・メルクーリヤ(META)                             |      |
| 駆逐艦   | F級                      | フォーチュン(META)                                         | ★    |
| 駆逐艦   | H級                      | ハンター(META)                                             | ★    |
| 駆逐艦   | 神風型                   | 旗風(META)                                                 | ★    |
| 駆逐艦   | フレッチャー級           | キンバリー(META)                                           | ★    |
| 駆逐艦   | アドミラルティV級        | ヴァンパイア(META)                                         | ★    |
| 駆逐艦   | 朝潮型                   | 霞(META)                                                   | ★    |
| 駆逐艦   | G級                      | グレンヴィル(META)                                         | ★    |
| 駆逐艦   | 白露型                   | 江風(META)                                                 | ★    |
| 砲艦     | エレバス級               | エレバス(META)                                             | ★    |
| 潜水艦   | VIIC型                   | U-556(META)                                                | ★    |
| 工作艦   | 同型艦なし               | ヴェスタル(META)                                           |      |

#### テンペスタ
アズールレーン、レッドアクシズ、セイレーンのいずれにも属さない第三勢力の一つ。海賊船や幽霊船等の帆船全般をモチーフとしている。
| 艦種 | 艦型       | 艦名                                                                                       | 備考 |
| ---- | ---------- | ------------------------------------------------------------------------------------------ | ---- |
| 風帆 | 潜水タイプ | ロイヤル・フォーチュン、メアリー・セレスト、ウィダー、アミティ、ドルフィン                 |      |
| 風帆 | 前衛タイプ | ゴールデン・ハインド、アドヴェンチャー・ギャレー、ファンシー、ポーツマウス・アドベンチャー |      |
| 風帆 | 主力タイプ | サン・マルチーニョ、ガンズウェイ                                                           |      |

#### チュリッパ
チュリッパ王国は、アズールレーン、レッドアクシズ、セイレーンのいずれにも属さない第三勢力の一つ。オランダ海軍をモチーフとしている。
| 艦種     | 艦型             | 艦名                             | 備考                       |
| -------- | ---------------- | -------------------------------- | -------------------------- |
| 重巡洋艦 | 計画艦           | ハウデン・リーウ                 | 同名の機雷敷設艦とは異なる |
| 軽巡洋艦 | デ・ロイテル級   | デ・ゼーヴェン・プロヴィンシェン | ★                          |
| 駆逐艦   | ファン・ゲント級 | エヴァーツェン                   | ★                          |

### セイレーン
本作における人類の敵であり、重桜所属艦からは「カミ」と呼ばれる存在。物語の舞台である「地球と類似した水の惑星」に突如として出現した怪異で、その圧倒的な力で全人類の91%を殲滅した。このため、敵対していた各国はそれまでの問題を棚上げし、一丸となってセイレーンと戦うことを決意し、四大国家が中心となって「アズールレーン」を設立。だがセイレーンを人類の生存圏から退けることに成功しつつも完全な殲滅までには至らず、四大国家は対セイレーン戦における方針の対立から内部争いを起こすようになり、ついに鉄血と重桜はアズールレーンと袂を分かち「レッドアクシズ」を設立、両陣営はセイレーンそっちのけで武力衝突を引き起こしてしまう。その有り様をセイレーンたちは「面白い」と評し、陰ながら両陣営の戦いの行方を観察することにした。
その正体はゲーム中の世界とは異なる平行世界の未来から来襲した存在であり、艦船を生み出すための「メンタルキューブ」を生み出した張本人。元々はオースタ博士によってコードGを元に生み出された生体兵器であり、正式名称は「人工海上作戦機構・自己進化型知能 X実験体」。しかし、彼らの力をもってしても「エックス」を倒すことができず、その時間軸の人類は滅亡してしまった。生き残ったオースタ博士は「人類が弱すぎたのが敗北の原因」と考え、過去の人類の生存のための適応変異・自然選択・自己進化を促進させ、未来において「エックス」に対抗できる強さを持つ存在を生み出すため、セイレーンを過去の人類の敵として現代に送り込み、現代の人類に人為的な攪乱と淘汰を引き起こした。その過程でセイレーンの力としてメンタルキューブを与え、KAN-SENを生み出させた。結果として作中時間軸の人類はセイレーンに対抗するべく科学技術を磨き上げ、我々の世界で言うところの20世紀中盤の段階で、タブレット端末を生み出せるほどにまでに技術を成長。その頃合いを見計らってセイレーンは各国上層部に対立工作を行い、アズールレーンの内部分裂を行い、KAN-SENの覚醒に必要な環境を構築するべく、「大戦」の再現を目的としたアズールレーンとレッドアクシズによる戦争を勃発させた。
現在は「大戦」の再現を経験したKAN-SENの反応をモニタリングしながら、自分たちが構築した「鏡面海域」内での「大戦」再現実験を並行して行っており、KAN-SENの覚醒を待ち続けている状態である。
また、特異点を通じて顕現した姿である「ボディ」は「意識」と別に存在しているため、鏡面海域の戦闘で撃沈されても意識さえ無事ならボディは何度でも再生可能であり、このため実質的にセイレーンの殺害および完全な消滅は不可能である事が示唆されている。
この陣営の組織構図は「オブザーバー"零"」を頂点に、「中階層プログラム」、「下層端末」、人格を持たない「エクセキューターシリーズ」に分かれる。
この陣営に属する艦船の量産型には駆逐艦が「ポーン」、軽巡洋艦が「ナイト」、重巡洋艦が「ビショップ」、空母が「クイーン」、戦艦が「ルーク」と潜水艦（アサシン）以外はチェスの駒から採った名前が付けられている。また中階層プログラムには、タロットの大アルカナ、エンフォーサーシリーズはその番号に対応するタロットの意味から採った名前が付けられている。2018年2月開催のイベント「凛冽なりし冬の王冠」からは、新たに海域マップ上を移動するタイプのものが登場した。
| 艦種                     | 艦型             | 艦名 | 備考                                                   |
| 上位個体（仮称）         | 上位個体（仮称） | 上位個体（仮称）                                                                                        | 上位個体（仮称）                                       |
| ------------------------ | ---------------- | --- | ------------------------------------------------------ |
| 不明                     | －               | オブザーバー"零"                                                                                        | 現時点ではストーリー上にのみ登場                       |
| 中階層プログラム         |                  | |                                                        |
| 不明                     | アビータ         | MagicianⅠ、EmpressⅢ、LoversⅥ、Chariot VII、DeathⅩⅢ、TowerⅩⅥ、MoonⅩⅧ                                     | 現時点ではストーリー上にのみ登場                       |
| 戦艦                     | アビータ         | HermitⅨ、HermitⅨ/*0x0F*/、DevilⅩⅤ                                                                       | 敵艦船としてのみ登場。                                 |
| 正規空母                 | アビータ         | HierophantⅤ                                                                                             | 敵艦船としてのみ登場。                                 |
| 重巡洋艦                 | アビータ         | StrengthⅧ                                                                                               | 敵艦船としてのみ登場。                                 |
| 軽巡洋艦                 | アビータ         | TemperanceⅩⅣ                                                                                            | 敵艦船としてのみ登場。                                 |
| 下層端末                 |                  | |                                                        |
| 不明                     | －               | オブザーバー                                                                                            | 現時点ではストーリー上にのみ登場                       |
| 戦艦                     | テスター         | テスターα、テスターβ                                                                                    | 敵艦船としてのみ登場。                                 |
| 戦艦                     | －               | ピュリファイアー                                                                                        | 敵艦船としてのみ登場。                                 |
| 戦艦                     | －               | オミッター                                                                                              | 敵艦船としてのみ登場。                                 |
| 潜水艦                   | －               | コンパイラー                                                                                            | 敵艦船としてのみ登場。                                 |
| 駆逐艦                   | －               | エディター                                                                                              | 『クロスウェーブ』のみの登場                           |
| エンフォーサーシリーズ   |                  | |                                                        |
| 戦艦                     | エンフォーサーⅢ  | Harvest                                                                                                 | 敵艦船としてのみ登場。                                 |
| 戦艦                     | エンフォーサーⅥ  | Combination、Attraction                                                                                 | 敵艦船としてのみ登場。                                 |
| 戦艦                     | エンフォーサーⅦ  | Pulverization                                                                                           | 敵艦船としてのみ登場。                                 |
| 戦艦                     | エンフォーサーⅧ  | Determination                                                                                           | 敵艦船としてのみ登場。                                 |
| 戦艦                     | エンフォーサーⅨ  | Exploration、Exploration/*0x0F*/、Concealment、Concealment/*0x0F*/                                      | 敵艦船としてのみ登場。                                 |
| 戦艦                     | エンフォーサーⅩⅣ | Equilibrium、Harmony                                                                                    | 敵艦船としてのみ登場。                                 |
| 重巡洋艦                 | エンフォーサーⅩⅤ | Restriction                                                                                             | 敵艦船としてのみ登場。                                 |
| 重巡洋艦                 | エンフォーサーⅤ  | Orthodoxy                                                                                               |                                                        |
| 軽巡洋艦                 | エンフォーサーⅤ  | Regulation                                                                                              |                                                        |
| 軽巡洋艦                 | エンフォーサーⅦ  | Victory                                                                                                 |                                                        |
| 駆逐艦                   | エンフォーサーⅩⅤ | Temptation                                                                                              |                                                        |
| エクセキューターシリーズ |                  | |                                                        |
| 戦艦                     | スマッシャー     | スマッシャーI型、スマッシャーⅡ型、スマッシャーⅢ型、スマッシャーⅣ型、夢界結晶-「スマッシャー」           | 敵艦船としてのみ登場。ナビゲーターのみTB育成にも登場。 |
| 正規空母                 | コンダクター     | コンダクターI型、コンダクターII型、コンダクターⅢ型、コンダクターⅣ型、夢界結晶-「コンダクター」          | 敵艦船としてのみ登場。ナビゲーターのみTB育成にも登場。 |
| 重巡洋艦                 | ナビゲーター     | ナビゲーターI型、ナビゲーターⅡ型、ナビゲーターⅢ型、ナビゲーターⅣ型、夢界結晶-「ナビゲーター」           | 敵艦船としてのみ登場。ナビゲーターのみTB育成にも登場。 |
| 軽巡洋艦                 | チェイサー       | チェイサーI型、チェイサーⅡ型、チェイサーⅢ型、チェイサーⅣ型、夢界結晶-「チェイサー」                     | 敵艦船としてのみ登場。ナビゲーターのみTB育成にも登場。 |
| 軽巡洋艦                 | オブストラクター | オブストラクターⅡ型、オブストラクターⅢ型、オブストラクターⅣ型                                           | 敵艦船としてのみ登場。ナビゲーターのみTB育成にも登場。 |
| 駆逐艦                   | スカベンジャー   | スカベンジャーI型、スカベンジャーⅡ型、スカベンジャーⅢ型、スカベンジャーⅣ型、夢界結晶-「スカベンジャー」 | 敵艦船としてのみ登場。ナビゲーターのみTB育成にも登場。 |
| 潜水艦                   | ダイバー         | ダイバーI型、ダイバーⅡ型、夢界結晶-「ダイバー」                                                         | 敵艦船としてのみ登場。ナビゲーターのみTB育成にも登場。 |

### その他
コラボレーションで登場する艦船など。それ以外に艦船の性能を向上させる「限界突破」に使用可能な素材として、所属欄がぶり（布里 / Buli）とされる3隻の艦船が登場する。この3隻も駆逐艦の扱いで戦闘に参加させることが可能である。
| 艦種     | 艦型                 | 艦名                                        | 備考                                                                                  |
| -------- | -------------------- | ------------------------------------------- | ------------------------------------------------------------------------------------- |
| 戦艦     | キズナアイ           | キズナアイ・スーパーゲーマー                | 『キズナアイ』とのコラボレーション。                                                  |
| 戦艦     | DOAXVV               | なぎさ、ほのか                              | 『デッド オア アライブ エクストリーム ヴィーナス バケーション』とのコラボレーション。 |
| 戦艦     | 765プロ              | 水瀬伊織                                    | 『アイドルマスター』とのコラボレーション。                                            |
| 戦艦     | GRIDMAN              | 新条アカネ                                  | 『GRIDMAN UNIVERSE』とのコラボレーション。                                            |
| 戦艦     | DYNAZENON            | ムジナ                                      | 『GRIDMAN UNIVERSE』とのコラボレーション。                                            |
| 戦艦     | アスラ・アム・バート | パトリツィア・アーベルハイム                | 『ライザのアトリエ』とのコラボレーション。                                            |
| 戦艦     | 大会運営委員         | 雪不帰                                      | 『シノビマスター 閃乱カグラ NEW LINK』とのコラボレーション。                          |
| 戦艦     | プロジェクト・イヴ   | 金色の闇                                    | 『To LOVEる -とらぶる- ダークネス』とのコラボレーション。                             |
| 戦艦     | アラディス調査団     | ニーナ・フリーデ                            | 『ユミアのアトリエ』とのコラボレーション。                                            |
| 巡洋戦艦 | DOAXVV               | たまき                                      | 『デッド オア アライブ エクストリーム ヴィーナス バケーション』とのコラボレーション。 |
| 巡洋戦艦 | 彩南高校             | 西連寺春菜                                  | 『To LOVEる -とらぶる- ダークネス』とのコラボレーション。                             |
| 巡洋戦艦 | 虚の世界             | ブラック★ロックシューター                   | 『ブラック★ロックシューター』とのコラボレーション。                                   |
| 航空戦艦 | DYNAZENON            | 2代目                                       | 『GRIDMAN UNIVERSE』とのコラボレーション。                                            |
| 正規空母 | リーンボックス       | ベール/グリーンハート                       | 『超次元ゲイム ネプテューヌ』とのコラボレーション。                                   |
| 正規空母 | トゥスクル           | フミルィル                                  | 『うたわれるもの』とのコラボレーション。                                              |
| 正規空母 | キズナアイ           | キズナアイ・アニバーサリー                  | 『キズナアイ』とのコラボレーション。                                                  |
| 正規空母 | 0期生                | ときのそら                                  | 『ホロライブ』とのコラボレーション。                                                  |
| 正規空母 | ゲーマーズ           | 大神ミオ                                    | 『ホロライブ』とのコラボレーション。                                                  |
| 正規空母 | DOAXVV               | 女天狗                                      | 『デッド オア アライブ エクストリーム ヴィーナス バケーション』とのコラボレーション。 |
| 正規空母 | 765プロ              | 如月千早                                    | 『アイドルマスター』とのコラボレーション。                                            |
| 正規空母 | DYNAZENON            | 飛鳥川ちせ                                  | 『GRIDMAN UNIVERSE』とのコラボレーション。                                            |
| 正規空母 | オーレン             | セリ・グロース                              | 『ライザのアトリエ』とのコラボレーション。                                            |
| 正規空母 | 死塾月閃女学館       | 雪泉                                        | 『シノビマスター 閃乱カグラ NEW LINK』とのコラボレーション。                          |
| 正規空母 | 彩南高校             | 古手川唯                                    | 『To LOVEる -とらぶる- ダークネス』とのコラボレーション。                             |
| 正規空母 | 虚の世界             | デッドマスター                              | 『ブラック★ロックシューター』とのコラボレーション。                                   |
| 軽空母   | ヤマト               | ウルゥル、サラァナ                          | 『うたわれるもの』とのコラボレーション。                                              |
| 軽空母   | 2期生                | 紫咲シオン                                  | 『ホロライブ』とのコラボレーション。                                                  |
| 軽空母   | アスラ・アム・バート | クラウディア・バレンツ                      | 『ライザのアトリエ』とのコラボレーション。                                            |
| 軽空母   | DOAXVV               | ルナ                                        | 『デッド オア アライブ エクストリーム ヴィーナス バケーション』とのコラボレーション。 |
| 軽空母   | 秘立蛇女子学園       | 紫                                          | 『シノビマスター 閃乱カグラ NEW LINK』とのコラボレーション。                          |
| 軽空母   | アラディス調査団     | ユミア・リースフェルト                      | 『ユミアのアトリエ』とのコラボレーション。                                            |
| 重巡洋艦 | ラステイション       | ノワール/ブラックハート                     | 『超次元ゲイム ネプテューヌ』とのコラボレーション。                                   |
| 重巡洋艦 | トゥスクル           | クオン                                      | 『うたわれるもの』とのコラボレーション。                                              |
| 重巡洋艦 | キズナアイ           | キズナアイ・エレガント                      | 『キズナアイ』とのコラボレーション。                                                  |
| 重巡洋艦 | 2期生                | 百鬼あやめ                                  | 『ホロライブ』とのコラボレーション。                                                  |
| 重巡洋艦 | DOAXVV               | かすみ                                      | 『デッド オア アライブ エクストリーム ヴィーナス バケーション』とのコラボレーション。 |
| 重巡洋艦 | 765プロ              | 三浦あずさ                                  | 『アイドルマスター』とのコラボレーション。                                            |
| 重巡洋艦 | GRIDMAN              | なみこ                                      | 『GRIDMAN UNIVERSE』とのコラボレーション。                                            |
| 重巡洋艦 | DYNAZENON            | 南夢芽                                      | 『GRIDMAN UNIVERSE』とのコラボレーション。                                            |
| 重巡洋艦 | オーレン             | リラ・ディザイアス                          | 『ライザのアトリエ』とのコラボレーション。                                            |
| 重巡洋艦 | 国立半蔵学院         | 斑鳩                                        | 『シノビマスター 閃乱カグラ NEW LINK』とのコラボレーション。                          |
| 重巡洋艦 | 遠野天狗ノ忍衆       | 夕焼                                        | 『シノビマスター 閃乱カグラ NEW LINK』とのコラボレーション。                          |
| 重巡洋艦 | デビルーク           | ララ・サタリン・デビルーク                  | 『To LOVEる -とらぶる- ダークネス』とのコラボレーション。                             |
| 軽巡洋艦 | プラネテューヌ       | ネプテューヌ/パープルハート                 | 『超次元ゲイム ネプテューヌ』とのコラボレーション。                                   |
| 軽巡洋艦 | クジュウリ           | ルルティエ                                  | 『うたわれるもの』とのコラボレーション。                                              |
| 軽巡洋艦 | DOAXVV               | みさき、モニカ                              | 『デッド オア アライブ エクストリーム ヴィーナス バケーション』とのコラボレーション。 |
| 軽巡洋艦 | 765プロ              | 天海春香                                    | 『アイドルマスター』とのコラボレーション。                                            |
| 軽巡洋艦 | GRIDMAN              | 宝多六花、はっす                            | 『GRIDMAN UNIVERSE』とのコラボレーション。                                            |
| 軽巡洋艦 | ラーゼンボーデン     | ライザリン・シュタウト                      | 『ライザのアトリエ』とのコラボレーション。                                            |
| 軽巡洋艦 | 国立半蔵学院         | 飛鳥                                        | 『シノビマスター 閃乱カグラ NEW LINK』とのコラボレーション。                          |
| 軽巡洋艦 | デビルーク           | モモ・ベリア・デビルーク                    | 『To LOVEる -とらぶる- ダークネス』とのコラボレーション。                             |
| 軽巡洋艦 | アラディス調査団     | アイラ・フォン・デューラー                  | 『ユミアのアトリエ』とのコラボレーション。                                            |
| 超巡洋艦 | オーレン             | カラ・イデアス                              | 『ライザのアトリエ』とのコラボレーション。                                            |
| 駆逐艦   | ルウィー             | ブラン/ホワイトハート                       | 『超次元ゲイム ネプテューヌ』とのコラボレーション。                                   |
| 駆逐艦   | ビリビリ             | 22娘※、33娘※                                | ビリビリ動画のマスコットキャラクター                                                  |
| 駆逐艦   | エンナカムイ         | ネコネ                                      | 『うたわれるもの』とのコラボレーション。                                              |
| 駆逐艦   | キズナアイ           | キズナアイ                                  | 『キズナアイ』とのコラボレーション。                                                  |
| 駆逐艦   | 1期生                | 白上フブキ、夏色まつり                      | 『ホロライブ』とのコラボレーション。                                                  |
| 駆逐艦   | DOAXVV               | マリー・ローズ                              | 『デッド オア アライブ エクストリーム ヴィーナス バケーション』とのコラボレーション。 |
| 駆逐艦   | デビルーク           | ナナ・アスタ・デビルーク                    | 『To LOVEる -とらぶる- ダークネス』とのコラボレーション。                             |
| 駆逐艦   | アラディス調査団     | レイニャ                                    | 『ユミアのアトリエ』とのコラボレーション。                                            |
| 駆逐艦   | ブリ                 | 特装型ブリMKIII、試作型ブリMkII、汎用型ブリ | 限界突破用素材。                                                                      |
| 潜水艦   | 2期生                | 湊あくあ                                    | 『ホロライブ』とのコラボレーション。                                                  |
| 潜水艦   | 765プロ              | 双海亜美、双海真美                          | 『アイドルマスター』とのコラボレーション。                                            |
| 潜水艦   | 焔紅蓮隊             | 焔                                          | 『シノビマスター 閃乱カグラ NEW LINK』とのコラボレーション。                          |
| 運送艦   | 765プロ              | 秋月律子                                    | 『アイドルマスター』とのコラボレーション。                                            |
| 運送艦   | DYNAZENON            | ひめ                                        | 『GRIDMAN UNIVERSE』とのコラボレーション。                                            |
| なし     | -                    | TB                                          | NPC。セイレーン作戦のナビゲーター。                                                   |
| なし     | -                    | アンジュ博士                                | NPC。“創造主”                                                                         |
| なし     | -                    | オースタ博士                                | NPC。“審判者”                                                                         |
| なし     | -                    | ギンギツネ                                  | NPC。本名ソフィア                                                                     |
| なし     | -                    | プロトコルウォーフェア「フォートレス」      | NPC。                                                                                 |
| なし     | -                    | コレット                                    | NPC。                                                                                 |
| なし     | -                    | ミスD                                       | NPC。概念解離ボディ。                                                                 |
| なし     | -                    | ユトピア・サヴォイ                          | NPC。                                                                                 |

## 声優
50音順に記載。
| 声優名           | 配役 |
| ---------------- | --- |
| 会沢紗弥         | ポンペオ・マーニョ、綾瀬、ル・アルディ                                                                                            |
| 愛原ありさ       | ヤーデ |
| 藍原ことみ       | ゴリツィア |
| 愛美             | ブリュンヒルデ |
| 葵あずさ         | U-552 |
| 青木瑠璃子       | ダイドー/ダイドー（μ兵装）、シリアス                                                                                              |
| 蒼乃輝           | 大潮、荒潮、サセックス |
| 青山吉能         | キアサージ |
| 赤尾ひかる       | アーチャーフィッシュ |
| 茜屋日海夏       | キエフ |
| 朝井彩加         | ラファエロ |
| 浅川悠           | レンジャー、逸仙 |
| 浅倉杏美         | U-47、U-557 |
| 麻倉もも         | プリンツ・ループレヒト |
| 朝日奈丸佳       | 神風、松風、旗風/旗風(META)、夕暮                                                                                                 |
| 明日葉よもぎ     | 長波 |
| 阿澄佳奈         | 鞍山、撫順 |
| 阿部里果         | Z23、Z25、ワシントン |
| 天野聡美         | Z26 |
| 雨宮天           | イラストリアス/リトル・イラストリアス/イラストリアス（μ兵装）、ル・トリオンファン                                                 |
| 天海由梨奈       | クレマンソー |
| 綾瀬有           | カリブディス |
| 綾宮由希子       | アマゾン |
| 新井里美         | Z52 |
| 荒浪和沙         | アトランタ、雷、ペネロピ |
| 安済知佳         | アドミラル・ナヒーモフ、テスター                                                                                                  |
| 飯田ヒカル       | 若月 |
| 筏井かなえ       | 不知火 |
| 五十嵐裕美       | グローウォーム |
| 井口裕香         | 江風/江風(META)、加賀（2代目） |
| 伊駒ゆりえ       | ハルフォード |
| 井澤詩織         | タシュケント/タシュケント（μ兵装）                                                                                                |
| 井澤美香子       | ネプチューン |
| 石上静香         | 飛龍/飛龍(META)、チェシャー/リトル・チェシャー                                                                                    |
| 石川由依         | エンタープライズ(空母)/リトル・エンタープライズ                                                                                   |
| 石原夏織         | 伊26、伊25 |
| 和泉風花         | シュフラン |
| 伊瀬茉莉也       | ジェンキンス、ラドフォード、メークレンブルク                                                                                      |
| 礒部花凜         | 有明、リヨン |
| 市ノ瀬加那       | バンカー・ヒル、タイコンデロガ |
| 伊藤あすか       | ハムマン、ハムマンⅡ、サンディエゴ/リトル・サンディエゴ、アーク・ロイヤル/アーク・ロイヤル(META)                                   |
| 伊藤彩沙         | 風雲 |
| 伊藤静           | 最上、リットリオ、アルジェリー/アルジェリー(META)                                                                                 |
| 伊藤美来         | インドミダブル |
| 伊藤ゆいな       | ベル |
| 稲垣好           | アミティ |
| 伊波杏樹         | 磯風、能代/能代（μ兵装） |
| 稲村優奈         | ハーミーズ |
| 井上喜久子       | ハウデン・リーウ |
| 井上ほの花       | エムデン |
| 井上麻里奈       | ジャン・バール、リシュリュー |
| 今井麻美         | ドレイク |
| 岩井映美里       | ヌビアン |
| 岩倉あずさ       | 清波 |
| 岩佐夏芽         | 初霜、スモーリー |
| 岩橋由佳         | ケルサン |
| 石見舞菜香       | ペンサコーラ、ソルトレイクシティ、フレッチャー、U-110、鎮海                                                                       |
| 上坂すみれ       | サラトガ、クイーン・エリザベス/クイーン・エリザベス(META)、ウォースパイト、明石、ドイッチュラント、キーロフ/キーロフ(META)        |
| 上田麗奈         | 出雲、エミール・ベルタン、グロスター                                                                                              |
| 上原あかり       | サフォーク |
| 薄井友里         | クレオパトラ |
| 内田彩           | セントー |
| 内田真礼         | 響 |
| 内田愛美         | オレグ |
| 内山夕実         | ネバダ/ネバダ(META)、オクラホマ、グラーフ・ツェッペリン/ツェッペリンちゃん（2代目）                                               |
| 永野愛理         | リベッチオ、マエストラーレ |
| 遠藤綾           | 駿河 |
| 大亀あすか       | マラニー |
| 桜咲千依         | 文月、長月 |
| 大木咲絵子       | デュイスブルク、愛宕（2代目） |
| 大久保瑠美       | 睦月、如月、新月 |
| 大空直美         | パーシュース |
| 大西沙織         | 摩耶、ライオン |
| 大野柚布子       | 黒潮、親潮 |
| 大橋彩香         | 鳥海、Z35 |
| 大橋歩夕         | エールウィン |
| 大原さやか       | 三笠 |
| 大森日雅         | インペロ |
| 大和田仁美       | スウィフトシュア |
| 岡咲美保         | クーパー |
| 荻野葉月         | アレン・M・サムナー |
| 奥野香耶         | アカスタ |
| 小倉唯           | 夕張、伊19 |
| 小澤亜李         | デンバー |
| 緒乃冬華         | ガングート |
| 小野涼子         | ライプツィヒ、カールスルーエ、ケーニヒスベルク、ケルン                                                                            |
| 甲斐田裕子       | マインツ |
| 各務華梨         | グアム |
| 柿村桃希         | ストレミテルヌイ |
| 加隈亜衣         | エクセター、ユニコーン、高雄 |
| 影山灯           | 古鷹、加古、青葉、衣笠 |
| 風間万裕子       | ブリストル |
| 春日望           | TB |
| 香月はるか       | ヴェスタル/ヴェスタル(META)、テラー                                                                                               |
| 加藤英美里       | 電、野分 |
| 金澤まい         | ギャラント |
| 金元寿子         | 神通/神通(META)、ケント、ブラック・プリンス                                                                                       |
| 上倉万実         | アーデント |
| 金子彩花         | バッチ、紀伊 |
| 佳穂成美         | オグネヴォイ |
| 茅野愛衣         | レナウン/リトル・レナウン（初代）、愛宕（初代）、加賀(空母)/加賀(戦艦)（初代）、グラーフ・ツェッペリン/ツェッペリンちゃん（初代） |
| 河井晴菜         | 山風、海風 |
| 川口莉奈         | ウィダー |
| 川崎芽衣子       | リノ |
| 川澄綾子         | キング・ジョージ5世、レナウン/リトル・レナウン（2代目）/レナウン(META)                                                            |
| 河瀬茉希         | Z2 |
| 河村梨恵         | デュケーヌ |
| 菅野真衣         | Z9 |
| 菊池紗矢香       | ブレンヌス |
| 喜多村英梨       | 比叡/比叡ちゃん/比叡(META) |
| 木戸衣吹         | リアンダー、シュロップシャー |
| 鬼頭明里         | 長良、五十鈴、阿武隈 |
| 木野日菜         | ジェーナス |
| 木村珠莉         | オマハ、ローリー、ジュノー（軽巡）、グレンヴィル/グレンヴィル(META)                                                               |
| 木村千咲         | Z28 |
| 釘宮理恵         | ヴァンパイア/ヴァンパイア(META)、フォーミダブル/リトル・フォーミダブル/フォーミダブル（μ兵装）                                    |
| 楠木ともり       | シアトル、伊58、グラスゴー |
| 久野美咲         | 平海、長門/長門(META) |
| 久保田未夢       | アルハンゲリスク、セヴァストポリ                                                                                                  |
| 久保ユリカ       | カヴァラ |
| 倉持若菜         | サン・マルチーニョ |
| 栗坂南美         | エペ |
| 黒木ほの香       | 花月 |
| 黒沢ともよ       | サウスダコタ、陸奥 |
| 桑原由気         | ネルソン、時雨 |
| 小泉喬生         | ノーザンプトン、ノーザンプトンⅡ                                                                                                   |
| 小市眞琴         | インディアナ |
| 小岩井ことり     | 涼月 |
| 河野ひより       | イングラハム |
| 高野麻里佳       | 初春、ピュリファイアー |
| 古賀葵           | ニコロソ・ダ・レッコ |
| 小坂井祐莉絵     | グロームキィ |
| 小清水亜美       | 扶桑/扶桑(META)、山城/山城(META)                                                                                                  |
| 後藤沙緒里       | ニューカッスル |
| 後藤麻衣         | ル・テメレール/ル・テメレール（μ兵装）、ルピニャート                                                                              |
| 後藤邑子         | フォーチュン/フォーチュン(META)、エディンバラ                                                                                     |
| 小原好美         | モーリー、シェフィールド/シェフィールド（μ兵装）/シェフィールド(META)、ムルマンスク                                               |
| 小原莉子         | リッチモンド |
| 小堀幸           | ホビー、カーク |
| 小松郁           | 浦波、ビロクシ |
| 小松未可子       | シムス、ガスコーニュ/ガスコーニュ（μ兵装）                                                                                        |
| 衣川里佳         | クルスク |
| 近藤唯           | ローマ |
| 近藤玲奈         | 樫野 |
| 齋藤綾           | メリーランド |
| 斉藤朱夏         | フィリックス・シュルツ |
| 斎藤千和         | 金剛/金剛（μ兵装）、足柄 |
| 斉藤佑圭         | ピッツバーグ |
| 佐伯伊織         | コンステレーション |
| 坂井芳江         | アストリア、スタンリー |
| 相良茉優         | Z16 |
| 榊原ゆい         | オーロラ |
| 咲川ひなの       | 海容 |
| 佐久間比呂美     | ノーフォーク |
| 佐倉綾音         | プリンツ・オイゲン/プリンツ・オイゲンちゃん/プリンツ・オイゲン（μ兵装）、エーギル/エーギルちゃん                                  |
| 佐倉薫           | デヴォンシャー |
| 桜木つぐみ       | トリニダード |
| 櫻庭有紗         | ロイヤル・オーク |
| ささきのぞみ     | エルドリッジ |
| 佐々木未来       | 済安 |
| 指出毬亜         | エマヌエーレ・ペッサーニョ |
| 佐藤聡美         | ローン/ローン（μ兵装）、白龍 |
| 佐藤日向         | メアリー・セレスト |
| 佐藤みゆ希       | ジャーヴィス |
| 佐藤利奈         | テネシー、カリフォルニア |
| 佐土原かおり     | ルイビル |
| 沢城みゆき       | モナーク、天城/天城ちゃん/天城（空母）、土佐                                                                                      |
| 澤田姫           | 四万十 |
| 三瓶由布子       | ジャマイカ |
| 椎名へきる       | メンフィス/メンフィス(META) |
| 汐入あすか       | ドルフィン |
| 汐見雪菜         | プリンストン/プリンストン(META)                                                                                                   |
| 紫苑雪           | サンフアン |
| 芝崎典子         | ヴォルガ |
| 下地紫野         | ジョージア |
| 下屋則子         | グロリアス/グロリアス(META)、タリン                                                                                               |
| 篠田みなみ       | レキシントン、グナイゼナウ/グナイゼナウ(META)                                                                                     |
| 篠原なるみ       | グリッドレイ、白露、エディター |
| 篠原侑           | ボイシ/ボイシ（μ兵装）、Z43 |
| 渋谷彩乃         | 涼波 |
| 島田愛野         | フォッシュ/フォッシュ(META) |
| 島袋美由利       | デューイ |
| 嶋村侑           | ミネアポリス |
| 清水彩香         | コンテ・ディ・カブール、ジュリオ・チェザーレ/ジュリオ・チェザーレ(META)                                                           |
| 下田麻美         | 汎用型ブリ、試作型ブリMKII、特装型ブリMKIII                                                                                       |
| 十二稜子         | ポーツマウス・アドベンチャー |
| 首藤志奈         | ブルーギル、Z24 |
| 白石晴香         | 阿賀野、ル・マラン/ル・マラン（μ兵装）、ブリュッヒャー                                                                            |
| 白壁爽子         | アリゾナ/アリゾナ(META)、ジュノー（駆逐）                                                                                         |
| 白城なお         | アルビオン |
| 進藤あまね       | ヒーロー |
| 末柄里恵         | コロラド |
| 杉浦しおり       | ステフェン・ポッター |
| 杉岡洋美         | 祥鳳 |
| 杉山里穂         | テューリンゲン |
| 直田姫奈         | 渡良瀬 |
| 洲崎綾           | 龍驤 |
| 鈴木愛奈         | 酒匂 |
| 鈴木絵理         | ベイリー、ブルドッグ、ビーグル、妙高、那智                                                                                        |
| 鈴木みのり       | コメット、クレセント |
| 鈴代紗弓         | U-101、ナポリ |
| 涼本あきほ       | ノーチラス |
| 鷲見友美ジェナ   | アルヴィト |
| 諏訪彩花         | アリシューザ、ガラティア、U-522                                                                                                   |
| 関根明良         | ヨルク |
| 関根瞳           | 千代田、千歳 |
| 瀬戸麻沙美       | サン・ルイ、ソビエツカヤ・ベラルーシア                                                                                            |
| 芹澤優           | 筑摩 |
| 千本木彩花       | ブレスト |
| 大地葉           | ロドニー/ロドニー(META)、綾波 |
| 高岸美里亜       | フルーレ |
| 高木美佑         | シラ |
| 嵩馬美歩         | ジャージー |
| 高田憂希         | Z18、イカルス |
| 髙野麻美         | ベアルン/ベアルン(META) |
| 高橋花林         | 初月 |
| たかはし智秋     | 鳳翔/鳳翔(META) |
| 高橋春香         | エスキモー |
| 高橋李依         | モントピリア、マサチューセッツ |
| 髙橋ミナミ       | ボルチモア/ボルチモア（μ兵装） |
| 高森奈津美       | 夕立、Z1 |
| 高柳知葉         | ジュピター、ワスプ |
| 田口宏子         | ハーマイオニー |
| 武田真理子       | 霞/霞(META) |
| 武田羅梨沙多胡   | マーブルヘッド |
| 田澤茉純         | チャパエフ |
| 橘杏咲           | ミラー |
| 立花日菜         | 大山 |
| 橘茉莉花         | デュゲイ・トルーアン |
| 立花理香         | カラビニエーレ、アウグスト・フォン・パーセヴァル                                                                                  |
| 巽悠衣子         | 朝潮、ブレマートン |
| 伊達朱里紗       | 海天、海圻 |
| 田中あいみ       | ロイヤル・フォーチュン |
| 田中敦子         | ティルピッツ、フッド |
| 田中貴子         | 追風 |
| 田中ちえ美       | 定安 |
| 田中那実         | マンチェスター |
| 田中美海         | 若葉、浦風 |
| 田中理恵         | デューク・オブ・ヨーク |
| 田中有紀         | リュッツォウ |
| 田辺留依         | チェイサー、巻波 |
| 種﨑敦美         | アルバコア/アルバコア（μ兵装）、ザラ、ジャンヌ・ダルク、ポーラ                                                                    |
| 種田梨沙         | 翔鶴、瑞鶴、シグニット |
| 田村睦心         | 伊勢 |
| 丹下桜           | 北風、伊168 |
| 茅原実里         | Z46 |
| 中条智世         | ヘレナ/リトル・ヘレナ/ヘレナ(META)、エイジャックス、川内                                                                          |
| 月城日花         | 瑞鳳 |
| 辻あゆみ         | ランドンターブル |
| 津田美波         | クインシー、ヴィンセンス、ザイドリッツ                                                                                            |
| 津田里穂         | アッティリオ・レゴロ |
| 土屋李央         | クイビシェフ |
| 恒松あゆみ       | フリッツ・ルメイ |
| 寺崎裕香         | カザン |
| 寺澤百花         | Z11 |
| 東城日沙子       | ベローナ |
| 遠野ひかる       | ニュルンベルク、ナビゲーター |
| 徳井青空         | ガンズウェイ |
| 戸田めぐみ       | 葛城、ジュゼッペ・ガリバルディ |
| 戸松遥           | ソビエツキー・ソユーズ |
| 都丸ちよ         | グロズヌイ |
| 富田美憂         | ニュージャージー |
| 豊崎愛生         | アルザス |
| 豊田萌絵         | オブザーバー |
| 中島由貴         | ヴァンガード |
| 永瀬アンナ       | フランクリン |
| 長妻樹里         | アバークロンビー、龍鳳 |
| 長縄まりあ       | ラフィー、ラフィーⅡ |
| 中原麻衣         | 赤城/赤城ちゃん/赤城（μ兵装） |
| 中村繪里子       | ヴィクトリアス |
| 中村桜           | トレント/トレント(META)、トリエステ                                                                                               |
| 夏吉ゆうこ       | アルフレード・オリアーニ、ジョズエ・カルドゥッチ                                                                                  |
| 七瀬彩夏         | ハーディ、ハンター、U-37 |
| 生天目仁美       | フリードリヒ・デア・グローセ/フリードリヒちゃん                                                                                   |
| 並木さくら       | モリソン |
| 新名彩乃         | ダウンズ、クレイヴン |
| 西明日香         | ヴァリアント |
| 西田望見         | U-31 |
| 西本りみ         | ヴェーザー |
| 新田ひより       | プリンツ・ハインリヒ |
| 貫井柚佳         | 華甲、パンルヴェ |
| 沼倉愛美         | ドーセットシャー、ベンソン、シュルクーフ、ソビエツカヤ・ロシア                                                                    |
| 根本京里         | ドミートリィ・ドンスコイ |
| 根本流風         | サッチャー、シカゴ |
| 野方こはる       | ボーグ、レパルス/レパルス(META)                                                                                                   |
| 野口瑠璃子       | 由良 |
| 能登麻美子       | 信濃/信濃ちゃん、ヴィットリオ・ヴェネト                                                                                           |
| 野中深愛         | 朝凪 |
| 野村真悠華       | U-1206 |
| 橋本ちなみ       | プリンス・オブ・ウェールズ |
| 長谷川育美       | カサブランカ、ストラスブール |
| 長谷川明子       | デイス、フォルバン、ル・マルス |
| 長谷川里桃       | U-73 |
| 秦佐和子         | フィジー、ポルタヴァ |
| 羽月理恵         | 長風、伏波、飛雲 |
| 花井美春         | ソオブラジーテルヌイ |
| 花岩香奈         | デ・ゼーヴェン・プロヴィンシェン                                                                                                  |
| 花守ゆみり       | マスケティーア、マッチレス |
| 林鼓子           | マッセナ |
| 早瀬莉花         | リヴェンジ |
| 葉山いくみ       | アドヴェンチャー・ギャレー |
| 早見沙織         | 島風 |
| 原紗友里         | Z36 |
| 原田彩楓         | 榛名、ダンケルク/ダンケルク(META)                                                                                                 |
| 原奈津子         | プリンツ・アーダルベルト |
| 原優子           | ミンスク |
| 原由実           | ペーター・シュトラッサー |
| 春花らん         | ヴォロシーロフ |
| 春咲暖           | ヴィットリオ・クニベルティ |
| 春野杏           | オットー・フォン・アルフェンスレーベン、Z47                                                                                       |
| 春村奈々         | カッシン、マッコール |
| 潘めぐみ         | バヤール |
| 稗田寧々         | エルベ |
| 日岡なつみ       | 浜風、谷風 |
| 日笠陽子         | セントルイス、ホノルル |
| 引坂理絵         | Z13 |
| 菱川花菜         | 羽黒 |
| 日高里菜         | Z19、Z20、Z21、アンカレッジ/リトル・アンカレッジ                                                                                  |
| ひなたたまり     | 満潮 |
| 陽向葵ゅか       | ゴールデン・ハインド |
| 日野まり         | モガドール |
| 氷青             | レーゲンスブルク |
| 平田宏美         | ドゥーカ・デッリ・アブルッツィ |
| 平塚紗依         | サンタフェ |
| 平山笑美         | デュプレクス |
| 広瀬ゆうき       | アドミラル・ツェンカー |
| ファイルーズあい | イントレピッド |
| 深川瑠華         | フラッシャー |
| 福圓美里         | 伊吹 |
| 福原綾香         | ビスマルク/ビスマルクZwei、シャルンホルスト/シャルンホルスト(META)、U-556/U-556(META)                                             |
| 藤井美波         | マイレ・ブレゼ |
| 藤井ゆきよ       | エンタープライズ(軽巡) |
| 藤沢れい香       | カーリュー、キュラソー |
| 藤田茜           | ブッシュ、ヘイゼルウッド、シャングリラ、バターン                                                                                  |
| 藤村鼓乃美       | 那珂 |
| 藤本彩花         | U-410 |
| 藤本侑里         | バルトロメオ・コレオーニ |
| 藤原夏海         | ニューオリンズ |
| 富士原晴乃       | アンドレア・ドーリア/アンドレア・ドーリア(META)                                                                                   |
| 渕上舞           | アドミラル・グラーフ・シュペー |
| 法元明菜         | ハルビン |
| 堀江由衣         | ベルファスト/ベルちゃん、ノースカロライナ                                                                                         |
| 堀籠沙耶         | クリーブランド/リトル・クリーブランド/クリーブランド（μ兵装）、コロンビア、エレバス/エレバス(META)                                |
| 本渡楓           | トリチェリ、クロンシュタット |
| M・A・O          | ニコラス、吹雪、ハウ |
| 前川涼子         | ボルツァーノ/ボルツァーノ(META)                                                                                                   |
| 前田佳織里       | ル・テリブル |
| 牧野天音         | 龍武、虎賁 |
| 牧野由依         | ラ・ガリソニエール/ラ・ガリソニエール(META)、マルセイエーズ                                                                       |
| MAKO             | 卯月、水無月、三日月 |
| 又吉愛           | 寰昌 |
| Machico          | 名取 |
| 松井恵理子       | ヒンデンブルク |
| 松浦チエ         | 霧島 |
| 松岡由貴         | オーディン |
| 松田颯水         | マクデブルク |
| 松田利冴         | カンザス |
| 真野あゆみ       | サウサンプトン、ジョッフル |
| 真野美月         | リヴァプール |
| Marika           | スヴィレピイ |
| 丸岡和佳奈       | レオナルド・ダ・ヴィンチ |
| 三上枝織         | エルビング |
| 三川華月         | エヴァーツェン |
| 美坂朱音         | ファーゴ |
| 三澤紗千香       | マルコ・ポーロ |
| 水沢史絵         | イーグル |
| 水野朔           | 建武 |
| 水橋かおり       | 長春、太原、エセックス |
| 御手洗かりん     | 蒼龍 |
| 美波わかな       | 白雪 |
| 嶺内ともみ       | サンフランシスコ |
| 峯田茉優         | U-96 |
| 三森すずこ       | 雲仙 |
| 三宅麻理恵       | 寧海、アヴローラ |
| 宮咲あかり       | ローダシュー |
| 向山直美         | ロンドン、伊56 |
| 村上奈津実       | シーシュース |
| 村上まなつ       | プリマス |
| 持月玲依         | 春月、宵月、アクィラ |
| 桃河りか         | ハルゼー・パウエル、ヘリング |
| 森嶋優花         | 肇和、応瑞 |
| 森田さつき       | チャールズ・オースバーン |
| 森永千才         | ウェストバージニア |
| 守屋亨香         | フランドル |
| 諸星すみれ       | キンバリー/キンバリー(META) |
| 谷野悠里子       | 陽炎 |
| 安野希世乃       | 吾妻、フリードリヒ・カール |
| 柳原かなこ       | 伊13 |
| 矢作紗友里       | 鬼怒 |
| 山岡ゆり         | アドミラル・ヒッパー/アドミラル・ヒッパー（μ兵装）/アドミラル・ヒッパー(META)、フォックスハウンド、アキリーズ                     |
| 八巻アンナ       | 三隈 |
| 山崎はるか       | U-81、インディペンデンス |
| 山田麻莉奈       | グレミャーシュチ |
| 山根綺           | ギシャン |
| 山根希美         | ペンシルベニア、ジャベリン、ヨーク                                                                                                |
| 山村響           | アラバマ、ウルリッヒ・フォン・フッテン                                                                                            |
| 山本希望         | ウィチタ/ウィチタ(META)、ホーネット/ホーネット(META)、ホーネットⅡ、暁                                                             |
| 結川あさき       | マッジョーレ・バラッカ |
| 結名美月         | エコー |
| 悠木碧           | 大鳳/大鳳ちゃん/大鳳（μ兵装）/大鳳(META)                                                                                          |
| 優木かな         | ヨークタウン、ヨークタウンⅡ、雪風、コンコード                                                                                     |
| ゆかな           | インプラカブル |
| 幸村恵理         | ヴォークラン、タルテュ |
| 柚木つばめ       | ファンシー |
| 柚木涼香         | チカロフ |
| 羊宮妃那         | アーガス |
| 横田彩           | ヒューストン、ヒューストンⅡ、インディアナポリス                                                                                   |
| 吉岡香織         | ポートランド |
| 吉岡麻耶         | パーミャチ・メルクーリヤ/パーミャチ・メルクーリヤ(META)                                                                           |
| 吉岡美咲         | ヴィチェンツォ・ジョベルディ |
| 吉田聖子         | 飛鷹/飛鷹(META)、隼鷹/隼鷹(META)                                                                                                  |
| 吉田幸代         | ロング・アイランド |
| 芳野由奈         | オーリック、フート、スペンス |
| 佳村はるか       | ラングレー、ラングレーⅡ |
| 米澤円           | トラファルガー |
| 依田菜津         | サン・ジャシント |
| Lynn             | ブルックリン、フェニックス、シャンパーニュ、武蔵                                                                                  |
| 若山詩音         | 尾張 |
| 和氣あず未       | 鈴谷、熊野 |
| 和久井優         | ボア・ベロー |
| 和多田美咲       | 深雪 |
| 渡辺明乃         | 日向 |
| 渡部紗弓         | バーミンガム |

| 声優名       | 配役                                                                                         |
| ------------ | -------------------------------------------------------------------------------------------- |
| 相沢舞       | マリー・ローズ                                                                               |
| 青山吉能     | レイニャ                                                                                     |
| 阿澄佳奈     | ブラン/ホワイトハート、雪不帰                                                                |
| 安済知佳     | 飛鳥川ちせ                                                                                   |
| 伊藤かな恵   | ナナ・アスタ・デビルーク                                                                     |
| 今井麻美     | ノワール/ブラックハート、如月千早、斑鳩                                                      |
| 上田麗奈     | 新条アカネ                                                                                   |
| 内田真礼     | なぎさ、ひめ                                                                                 |
| 大神ミオ     | 大神ミオ                                                                                     |
| 大空直美     | パトリツィア・アーベルハイム                                                                 |
| 大西沙織     | たまき                                                                                       |
| 大和田仁美   | クラウディア・バレンツ                                                                       |
| 加隈亜衣     | ルルティエ                                                                                   |
| キズナアイ   | キズナアイ・スーパーゲーマー、キズナアイ・アニバーサリー、キズナアイ・エレガント、キズナアイ |
| 儀武ゆう子   | フミルィル                                                                                   |
| 喜多村英梨   | 焔                                                                                           |
| 鬼頭明里     | はっす                                                                                       |
| 釘宮理恵     | 水瀬伊織                                                                                     |
| 倉持若菜     | ユミア・リースフェルト                                                                       |
| 桑島法子     | かすみ                                                                                       |
| 小松未可子   | ニーナ・フリーデ                                                                             |
| 佐倉綾音     | ウルゥル、サラァナ                                                                           |
| 佐藤朱       | 女天狗                                                                                       |
| 佐藤利奈     | ベール/グリーンハート                                                                        |
| 沢城みゆき   | デッドマスター                                                                               |
| 下田麻美     | 双海亜美、双海真美                                                                           |
| 白上フブキ   | 白上フブキ                                                                                   |
| 諏訪彩花     | ムジナ                                                                                       |
| 高橋花林     | 2代目                                                                                        |
| たかはし智秋 | 三浦あずさ                                                                                   |
| 立花理香     | 夕焼                                                                                         |
| 田中理恵     | ネプテューヌ/パープルハート                                                                  |
| 種田梨沙     | クオン                                                                                       |
| 津田美波     | みさき                                                                                       |
| 照井春佳     | リラ・ディザイアス                                                                           |
| ときのそら   | ときのそら                                                                                   |
| 戸松遥       | ララ・サタリン・デビルーク                                                                   |
| 豊崎愛生     | モモ・ベリア・デビルーク                                                                     |
| 中村繪里子   | 天海春香                                                                                     |
| 百鬼あやめ   | 百鬼あやめ                                                                                   |
| 夏色まつり   | 夏色まつり                                                                                   |
| 名塚佳織     | 古手川唯                                                                                     |
| のぐちゆり   | ライザリン・シュタウト                                                                       |
| 野中藍       | ほのか                                                                                       |
| 花澤香菜     | ブラック★ロックシューター                                                                    |
| 原田ひとみ   | 飛鳥                                                                                         |
| 原由実       | 雪泉                                                                                         |
| 福圓美里     | 金色の闇                                                                                     |
| 藤井ゆきよ   | セリ・グロース                                                                               |
| 堀江由衣     | ネプギア                                                                                     |
| 前田佳織里   | アイラ・フォン・デューラー                                                                   |
| 三上枝織     | ルナ                                                                                         |
| 水瀬いのり   | ネコネ                                                                                       |
| 湊あくあ     | 湊あくあ                                                                                     |
| 三森すずこ   | なみこ                                                                                       |
| 宮本侑芽     | 宝多六花                                                                                     |
| 紫咲シオン   | 紫咲シオン                                                                                   |
| 矢作紗友里   | 紫、西連寺春菜                                                                               |
| 幸村恵理     | モニカ                                                                                       |
| 羊宮妃那     | カラ・イデアス                                                                               |
| 若林直美     | 秋月律子                                                                                     |
| 若山詩音     | 南夢芽                                                                                       |

## 用語
KAN-SEN
ゲーム内に登場する擬人化されたキャラクターの総称。"Kinetic Artifactual Navy Self-regulative En-lore Node"と日本語の「艦船」を複合させたバクロニムで、直訳すると「動力学的人工海上作戦機構・自立行動型伝承接続端子」の意。アンジュ博士が「エックス」を倒すために生み出した人工生命体で、当初はKAN-SENに感情を持たせることが出来なかったが、メンタルキューブの適性を持つ人間が現れたことで感情を持たせることが可能になった。それを元に生み出したのが「アンチエックス（後のセイレーン）」であるとされる。
リリース当初は総称が特に定められていなかったが、2018年5月の『アズレンTV』配信時に起きた商標問題（後述）を受けて総称の案を公募し、2018年9月の日本版リリース1周年に合わせて決定した。決定以前には外部メディアで「艦船少女」と言う呼称が使用されていた事例もあるが、これはあくまでも非公式な物とされている。
駒
メンタルキューブより生み出される、いわば「艦船のコピー体」であり、同一個体が敵味方双方に複数体存在する。アズールレーンを主軸としている舞台の「学園」において、レッドアクシズの艦も混在しているのはこのためである。主にプレイヤーが操作するのはこの「駒」である。一部の「駒」の中には「覚醒」するものもあり、これにより「素体」の力や記憶を引き出すことが可能となる。現時点で作中において覚醒していると明言されているのは、翔鶴と瑞鶴のみ。
素体
「駒」の元となったオリジナルと言える存在であり、艦船1種類につき1体しか存在しない。異世界における「大戦」の記憶を有し、本来の人格を所持しているとされる。
メンタルキューブ
艦船を生み出すための「リュウコツ」を構成する特殊な素材。不特定多数の人間の集合意識（イメージ）を具現化させることで、艦船を生み出すことができる。その正体は前述の通りセイレーンがもたらしたもの。
鏡面海域
海上に現れる特異点で接続された別次元の海域。その名の通り作中の世界とは合わせ鏡のような関係となっており、セイレーンはこの海域内で「駒」の動作テストを行っているとされる。同時に、鏡面海域と接続された特異点はセイレーンの侵攻拠点としても機能する。イベント「軍神の帰還」では、特異点から鏡面海域に迷い込んでしまった五航戦姉妹ら重桜艦隊がテスターαの襲撃を受けて危機に陥った所を三笠に救われている。
また、燃料消費なし・事前に選抜した15隻のみ参加可能・戦闘で受けたダメージが蓄積する（工作艦を使った修理は可）と言う特殊な条件下で10連勝を目指す同名の期間限定イベントも開催された。
創造主
セイレーンを生み出したとされる存在。現時点では「アンジュ博士」と「オースタ博士」がそれにあたるとされている。
エックス
流体のような情報生命体。偽相体Xとも。世界αを滅ぼした存在。
架空存在
World of Warshipsとのコラボレーションで登場した計画艦の総称。
リュウコツ融装
元となるKAN-SENのリュウコツに別の艦船の情報を組み込む強化方法。この操作によって変化した艤装を「Ⅱ（セカンド）艤装」と呼び、ユニオン艦は艦名の後ろに「Ⅱ」、鉄血艦は「Zwei」が付く。
リアリティレンズ
記憶とイメージを仮想空間に投影できる巨大な装置。ユニオンの極秘研究施設「星の海」に設置されており、「TB」が実験の演算補助を担当している。

## コラボレーション
星塵
2017年11月19日から23日までユニコーンの衣装入手イベント「星の歌姫と小さな勇気」が開催された。中国版では、現地で発売されているVOCALOID・星塵とのコラボレーションだった。中国版では「星塵」が実名で登場するが、日本版ではキャラクター像を明示しない形の「星の歌姫」とされていた（入手する衣装のデザイン等は変わらない）。
ニコニコ動画
2017年11月30日から12月7日まで綾波の衣装入手イベント「最近、綾波の様子が…」が開催された。中国版では、ゲームの配信元であるBilibiliとのコラボレーションでジャベリン（22娘）とラフィー（33娘）の着せ替えが実装されたため、その代替イベントのような形になっている。また、中国版では2018年6月に22娘（声 - 幽舞越山）と33娘（声 - hanser）自体もプレイアブルキャラクターとして登場している。
中国版ではニコニコ動画コラボの綾波着せ替えを、日本版および韓国版ではBilibiliコラボのラフィーとジャベリンの着せ替えを入手することは出来ない。Z23の着せ替えは全バージョン共通で実装された。
超次元ゲイム ネプテューヌ
2018年1月26日から2月12日までコラボイベント「別次元からの来訪者」が開催された。指揮官レベル15以上で出現する任務報酬と期間限定建造で合計8種類のイベント限定艦船が入手可能。
World of Warships
ウォーゲーミング社のリアル系海戦シミュレーションゲーム。2018年のエイプリルフールで日本版運営のTwitterアカウントがパロディを投稿し、翌日に両タイトルのコラボレーション決定が正式発表された。実施の詳細は4月21日に秋葉原UDXで開催されたウォーゲーミング・ジャパンとYostar合同のトークイベントで公開となり、WoWS側ではアズールレーンに登場するキャラクターの艦長への起用やキャラクターをイメージした迷彩塗装の追加、アズールレーン側ではWoWSに登場する計画艦のコラボレーション枠での追加などを実施。2019年には2度目のコラボレーションが行われた。
装甲騎兵ボトムズ
2018年2月19日の生放送で発表され、同年6月14日から27日までコラボイベントが開催された。期間内に限定任務をクリアすると寮舎内家具「マーシィードッグ」が手に入る。
実施のきっかけは、日本版を運営するYostar社長の李が来日前から『ボトムズ』や『無敵超人ザンボット3』などのロボットアニメに慣れ親しんでいたことを電ファミニコゲーマーのインタビューで知ったサンライズの担当者が同社の商品化部門に持ち掛けたのを発端としていることが『星空サンライズ』のTwitterアカウントで明かされている。
アズールレーンコスプレコンテスト inWCS2018
アズールレーンのコスプレが爆発的に増加したことを受け、世界コスプレサミットによる運営が協賛した公式のコスプレコンテストを開催。最終審査は2018年8月5日に栄のオアシス21で行われた。
アトレ秋葉原
日本版のリリース1周年を記念して、2018年9月1日から14日まで開催。
アトレ側では、500円買うごとに水着スキンのカードがもらえるキャンペーンを実施。
ゲーム内では、吹雪とアトレ秋葉原のトリとコラボしたスキンを入手できるイベントも実施されている。
うたわれるもの
2018年11月22日から12月13日までコラボイベント「夢幻の邂逅」が開催された。2018年9月15日の日本版1周年記念イベント席上で発表された。任務報酬と期間限定建造で合計6種類のイベント限定艦船が入手可能。
Z/X
ブロッコリーのトレーディングカードゲーム。2018年12月にコラボレーションパックが発売された。
プロジェクト東京ドールズ
プロジェクト東京ドールズ側で実施。2018年9月29日から実施。
ゴシックは魔法乙女
ゴシックは魔法乙女側で実施された。
壱番屋
2019年3月11日から4月14日まで開催されたカレーハウスCoCo壱番屋とのコラボ。ゲーム内では書き下ろし着せ替えが実装された。
横須賀市
2019年4月に先述のWorld of Warshipsとの共同コラボとして、リアルイベント「三笠大先輩の横須賀散策」が横須賀市で実施された。その後も度々横須賀コラボが実施され、2021年には企業版ふるさと納税でYostarが1500万円を寄付したことで横須賀市から感謝状を授与されている。
キズナアイ
2019年4月26日から5月16日までコラボイベント「仮想繋げし共時性」が開催された。バーチャルYouTuber・キズナアイが、4種類実装された。
Pixiv
2019年5月11日と5月12日、Yostar協力の下「BOOTH Festival アズールレーン オンリー回」を開催予定。ビジュアルとして、Saruによる明石の描き下ろしイラストが描かれた。
WWF
2019年6月に中国における海洋プラスチックゴミ削減キャンペーンとのコラボで、サラトガの着せ替えが実装された。2021年3月にはパンダ保護のキャンペーンとのコラボで、寧海・平海の着せ替えが実装された。
ヤマハ発動機
2019年9月にアズールレーンに登場するキャラクターをイメージしたデザインのYZF-R25を公開。また、それらとコラボした着せ替えが実装された。同作では「GAMAHA」という企業の存在が明かされている。その後、2022年にはヤマハとアズールレーンのコラボで鈴鹿8時間耐久レースに参戦した。この時は完走条件を満たせなかったが、翌2023年にも出場し、完走条件を果たすことに成功した
ホロライブ
2019年11月27日から12月11日にコラボイベント「幻想と真実の二重奏」が開催された。ホロライブ所属バーチャルYouTuber7名がイベント限定艦船として入手可能。
Reバース for you
2020年3月に開始したブシロード制TCG「Reバース for you」にアズールレーンが参戦した。
ソフマップ
2020年3月にソフマップのコラボとして、明石の着せ替えが実装された。
デッド オア アライブ エクストリーム ヴィーナス バケーション
2020年11月26日から12月10日にコラボイベント「バケーションレーン」が開催された。任務報酬と期間限定建造で合計7種類のイベント限定艦船が入手可能。2023年4月27日からは史上初となる復刻コラボ海域イベントが行われ、新たに2種類のイベント限定艦船が追加された。
紀伊國屋書店
2020年12月に紀伊國屋書店のコラボとして、Z23の着せ替えが実装された。
浅田飴
2020年12月に浅田飴のコラボ「手を洗おう！アズールレーン × 浅田飴」が実施され、ル・マランによる正しい手洗い講座の動画が公開された。主力製品「浅田飴AZうがい薬」の有効成分が「アズレンスルホン酸ナトリウム」であることからの名前繋がりによる。
ピザハット
2021年1月にピザハットのコラボとして、ベルファスト・吹雪・ホーネットの着せ替えが実装された。
加賀友禅
2021年4月に加賀友禅とのコラボ展が開催され、加賀・フッドの着せ替えが実装された
アイドルマスター
2021年7月22日から8月5日にコラボイベント「海に響くアイドルの歌」が開催された。765プロのアイドルが7名がイベント限定艦船として入手可能。
GRIDMAN UNIVERSE
2021年11月25日から12月9日にコラボイベント「弧光は交わる世界にて」が開催された。任務報酬と期間限定建造で合計7種類のイベント限定艦船が入手可能。2023年7月20日からは復刻コラボ海域イベントが行われ、新たに2種類のイベント限定艦船が追加された。
阿波藍
2021年10月に阿波藍とのコラボが開催され、翌2022年にネルソン・チャパエフ・アドミラル・ヒッパーの着せ替えが実装された。
ヴァイスシュヴァルツ
2022年9月にアズールレーンが参戦した。
大黒湯
2022年11月26日から12月26日に墨田区にある銭湯「大黒湯」とのコラボが行われた。
ライザのアトリエ2・ライザのアトリエ3
2022年11月24日から12月8日にコラボイベント「錬金術士と謎の遺跡群島」が開催された。任務報酬と期間限定建造で合計6種類のイベント限定艦船が入手可能。
タニタ
2023年8月8日にフォーミダブルモデルの体組織計を発売した
ドルフィンウェーブ
ドルフィンウェーブ側で実施された。アズレンの衣装が追加。
刀剣コラボ
6周年記念イベントにおいて、伝統工芸コラボ第三弾としての実施が発表され、白龍をモチーフにした日本刀が制作された。
スバルテクニカインターナショナル
6周年記念イベントにおいて、レーシングコラボ第二弾としての実施が発表され、東京オートサロン2024にてニュルブルクリンク24時間レースに参戦することが発表された。
シノビマスター 閃乱カグラ NEW LINK
2023年11月23日から12月7日にコラボイベント「蒼閃忍法帖」が開催された。任務報酬と期間限定建造で合計7種類のイベント限定艦船が入手可能。
To LOVEる -とらぶる- ダークネス
2024年11月21日から12月5日にコラボイベント「危険発明接近中！」が開催された。任務報酬と期間限定建造で合計6種類のイベント限定艦船が入手可能。
ブラック★ロックシューター
2025年6月5日から19日にコラボイベント「幻影の迷い人」が開催された。任務報酬で合計2種類のイベント限定艦船が入手可能。
ユミアのアトリエ
2025年7月24日から8月7日にコラボイベント「錬金術士と天空邂逅の塔」が開催された。任務報酬と期間限定建造で合計4種類のイベント限定艦船が入手可能

## 各言語版の相違点
一部（東煌艦船）キャスト、重桜の艦船名に関するものは前述。また、言語版ごとのイベントの名称や実施時期等の違いは割愛する。
サーバー名
日本版のサーバー名は世界各地の軍港や泊地の名称から採られているが、中国版のサーバー名はiOSが「夏威夷」「马里亚纳」「所罗门」「硫磺岛」「冲绳岛」「鉄底湾」のように太平洋戦争の激戦地の名称から、Androidが「巴巴罗萨」「白色方案」「杜立特空袭」「波滋坦公告」のように第二次世界大戦の著名な軍事作戦や条約の名称から採られている。
ゲーム開始時の秘書艦
中国版と英語版ではラフィー、ジャベリン、Z23の3隻からの選択だが、日本版・韓国版・繁体字版ではZ23の代わりに綾波が選択対象となっている。中国版等の綾波（柚）と日本版等のZ23は、それぞれ図鑑報酬として登場する。
限界突破
日本版等では試作型ブリMKIIと汎用型ブリ以外の艦船はレベル上限が初期状態の70から限界突破1回ごとに10ずつ引き上げられて行く仕様になっているが、中国版のみ限界突破の有無に関わらず艦船のレベル上限が初期状態から100に固定されている。
スキン（着せ替え）
日本版では水着のスキン（着せ替え）が販売されているが、中国版では政府文化部の指導で露出度の高いグラフィックが規制対象となっており、一部の水着スキンは販売が中止された。新華社では、文化部が本作を含む複数のゲームに対し「青少年に刺激の強い性描写を含んでいる」として罰金を科し、グラフィックの修正を指示したことが報じられている。
インディアナポリスと寮舎内の家具
インディアナポリスと寮舎内での家具について、日本版でのローカライズに当たりリリース当初もしくは事後に以下の変更が行われている。当該艦船と日本へ投下された原子爆弾の関わりは、艦船の記事を参照のこと。
当初は放射能汚染を表す標識（ハザードマーク）が描かれた爆弾に腰かける画像が使われていたが、2017年11月のアップデート時に標識の部分が猫の顔へ変更された。
中国版ではインディアナポリスを含む「ポートランド級」の図鑑報酬として胖子（FAT MAN）と名付けられた家具が手に入る。日本では中国版のこの家具の実装に対する批判が一部に存在しているが、日本版では当初から該当する図鑑報酬が「秘蔵タペストリー」へ差し替えられている。また、日本版でリリース当初に購入可能な家具として存在した「ボムチェア」（原子弹凳）は、アップデートで「ギリシャチェア」へ差し替えられた。
アルバコアの扱い
アルバコアについて、韓国版では「肌の露出が多すぎる」という理由で、露出を抑えた差分が実装されるまではシルエット化される措置が執られた。
ハウの扱い
ハウについて、韓国版では担当絵師のSnow isにラディカルフェミニズム関連の問題発言が発覚したことによる非難により、実装がキャンセルされた。
茅野愛衣担当艦の扱い
茅野愛衣が声優を担当した艦について、2021年2月のラジオにおける靖国神社参拝発言に対する中国での非難が殺到したことにより、同年6月に中国版からボイスが削除された。その後2022年7月から9月にかけて中国版では後任の声優に差し替えられたが、それ以外の言語版では両方の声優を切り替えられるようになった。なお、レナウン(META)や一部の着せ替えについては後任声優のボイスしか収録されていないが、デフォルト状態では無音となっており、切り替えないと再生されないようになっている。

## 楽曲

### テーマ曲
「壮絶激昂」（中: 激昂壮志）
『アズールレーン』中国版テーマソング。日本語による歌詞となっており、作詞・作曲はヒゲドライバー、編曲は橘亮祐、歌はサラトガ（上坂すみれ）。
「Weigh Anchor!」
『アズールレーン』韓国版テーマソング。作詞はM2U、作曲はREQ・TMDC・NICODE・M2U、歌はRaon Lee。
「WISHNESS」
『アズールレーン』日本版テーマソング。作詞は藤本明日香、作曲は宮崎京一とYo-Hey、編曲は出口遼と飯田涼太、歌は綾波（大地葉）・ジャベリン（山根希美）・ラフィー（長縄まりあ）・Z23（阿部里果）。
「What You're Made Of」
『アズールレーン』英語版2周年主題歌。歌はLindsey Stirling ft. Kiesza。
「Standing By You」
『アズールレーン』英語版3周年主題歌。作詞・作曲は大畑拓也、歌はラフィー（長縄まりあ）・Z23（阿部里果）・ユニコーン（加隈亜衣）・アドミラル・グラーフ・シュペー（渕上舞）。
「We Rise」
『アズールレーン』中国版3周年主題歌。作詞・作曲・編曲は八木沼悟志、歌はfripSide。
「As a route of ray」
　『アズールレーン』日本版3周年記念CMソング。作詞はRUCCA、作曲は菊田大介、歌は西川貴教。
「自由の暁」
『アズールレーン クロスウェーブ』主題歌。作詞・作曲・編曲は玉木千尋、歌は島風（早見沙織）。
「海へ捧げるレミニセンス」
『アズールレーン クロスウェーブ』エンディングテーマ。作詞は村瀬一路、作曲・編曲は金子憲次、歌は駿河（遠藤綾）。
「絶体絶命」
『アズールレーン』中国版4周年主題歌。作詞はTMDC、作曲・編曲はM2U、歌はEGOIST。
「Feelin' It All」
『アズールレーン』英語版4周年主題歌。
「Defiant Dolls」
『アズールレーン』日本版4周年主題歌。作詞は藤本明日香、作曲は竹下遼、編曲は白戸祐輔、歌は鈴木このみ。
「wavy flow」
『アズールレーン』中国版5周年主題歌。作詞はAimerrhythm、作曲は秋浦智裕、編曲は玉井健二と大西省吾、歌はAimer。
「碧い砲撃」
『アズールレーン』日本版5周年主題歌。作詞・作曲・歌はオーイシマサヨシ。
「Jump to the Breeze」
『アズールレーン』中国版6周年主題歌。歌は倖田來未 witth 小室哲哉。
「黄金航路」
『アズールレーン』日本版6周年主題歌。前年同様作詞・作曲・歌はオーイシマサヨシ。
「Sail Away Justice」
『アズールレーン』セイレーン作戦主題歌。作詞は松井洋平、作曲はヤノアツシ、歌は鈴木杏奈。
「シグナル」
『アズールレーン』セイレーン作戦主題歌。作詞は坂田麻美、作曲・編曲はSaku、歌・英訳はBeverly。
「Aurora」
『アズールレーン』中国版7周年主題歌。作詞はayumi hamasaki、作曲はKazuhiro Hara、編曲はYuta Nakano、歌は浜崎あゆみ。
「Sea of Wonderland」
『アズールレーン』日本版7周年主題歌。前年同様作詞・作曲・歌はオーイシマサヨシ。

### キャラクターソング
- Twitterの40万フォロワー突破記念家具「メガステージ」を寮舎内に設置し、ステージ上に艦船少女を置くとサンディエゴ（声 - 伊藤あすか）のキャラクターソング『私はNo.1!』が演奏される。ステージ上に置く艦はサンディエゴ以外でも良く、艦によって様々なリアクションが見られる[116]。
- 2018年2月19日の生放送では、ユニコーン（声 - 加隈亜衣）のキャラクターソング「My night」が発表された[91]。この曲は「加隈亜衣のアズールレーディオ」でエンディングテーマとして使用される。
- 2018年8月29日には、人気投票で1位を獲得したベルファスト（声 - 堀江由衣）のキャラクターソング『クラダリングの誓い』が発表された[117]。

以上の3曲は、1周年記念イベントで発売されたCD「アズールレーン キャラクターソング #1」に収録されている。
- その後英語版でエンタープライズ（声 - 石川由依）の「Phantom 9」とクリーブランド（声 - 堀籠沙耶）の「13 BRIGHT BATTLE STARS」が発表され、CD「アズールレーン キャラクターソング #2」に収録。
- 2019年のイベント「激奏のPolaris」ではガスコーニュ（声 - 小松未可子）・シェフィールド（声 - 小原好美）・クリーブランド・アドミラル・ヒッパー（声 - 山岡ゆり）・赤城（声 - 中原麻衣）によるユニット「Polaris」の「cœur」が発表され、翌2020年のイベント「激唱のユニバース」ではイラストリアス（声 - 雨宮天）・ボルチモア（声 - 高橋未奈美）・ダイドー（声 - 青木瑠璃子）・タシュケント（声 - 井澤詩織）・アルバコア（声 - 種﨑敦美）によるユニット「Astrum」による「Blue Sprit」、大鳳（声 - 悠木碧）・ローン（声 - 佐藤聡美）によるユニット「Verheerender」による「艦上LOYALTY」、ル・マラン（声 - 白石晴香）によるソロユニット「lumière」による「祈りノウタ」が発表された。以上4曲は、赤城・加賀（声 - 茅野愛衣）による書き下ろし曲「九尾しぐれ」と扶桑・山城（声 - 小清水亜美）による書き下ろし曲「為セバ成ル」と共に「アズールレーンキャラクターソング#03A・B」に収録されている。
- OVA「Queen's Orders」では、クイーン・エリザベス（上坂すみれ）のキャラクターソング「るっくあっとみー！」が発表された。
- 2024年のイベント「共鳴のパッション」では、フォーミダブル（声 - 釘宮理恵）・プリンツ・オイゲン（声 - 佐倉綾音）・能代（声 - 伊波杏樹）によるユニット「Alizarin」の「盲目ラビリンス」、金剛（声 - 斎藤千和）・ル・テメレール（声 - 後藤麻衣）・ボイシ（声 - 篠原侑）によるユニット「Cyanidin」の「無限大 HearT」が発表された。

テレビアニメにおけるキャラクターソングについては後述。

## 漫画・小説

### 漫画連載
アズールレーン びそくぜんしんっ！
ホリの4コマ漫画作品。ゲームのTwitter公式アカウントで2018年4月23日から連載開始。また、『まんが4コマぱれっと』（一迅社）でも2018年7月号（5月22日発売）より休刊号の2022年4月号まで連載。その後『月刊ComicREX』（同）に移籍し、2022年5月号より連載中。
上記の他、ゲーム攻略情報Wikiの『GAMY』でも2018年1月22日から5月28日まで「アズレン4コマ連載」と題して毎週月曜日に4コマ漫画が掲載されていた。作者は渡空燕丸で、全20話。
1. 2019年6月27日発売、ISBN 978-4-7580-8325-6
2. 2020年12月11日発売、ISBN 978-4-7580-8356-0 / ISBN 978-4-7580-8357-7（特装版）
3. 2021年10月21日発売、ISBN 978-4-7580-8375-1 / ISBN 978-4-7580-8376-8（特装版）
4. 2023年9月27日発売、ISBN 978-4-7580-8447-5 / ISBN 978-4-7580-8448-2（特装版）

アズールレーン Queen's Orders
過労で長期療養を強いられた指揮官の代役を自ら買って出たクイーン・エリザベスとウォースパイトを中心にした日常系のストーリー漫画作品。 作画は槌井で、一迅社『月刊Comic REX』で2018年12月号（10月26日発売）から2023年9月号（7月27日発売）まで連載。
1. 2019年6月27日発売、ISBN 978-4-7580-6810-9
2. 2020年2月27日発売、ISBN 978-4-7580-6850-5
3. 2020年11月26日発売、ISBN 978-4-7580-6893-2
4. 2021年8月26日発売、ISBN 978-4-7580-6940-3
5. 2022年4月27日発売、ISBN 978-4-7580-6973-1
6. 2022年10月27日発売、ISBN 978-4-7580-8385-0
7. 2023年7月27日発売、ISBN 978-4-7580-8426-0

アズールレーン THE ANIMATION 碧き航路にバカンスを
日本文芸社『コミックヘヴン』でVol.45からVol.82まで連載。作者はがなり龍。
1. 2021年4月28日発売、ISBN 978-4-537-14368-3
2. 2022年6月9日発売、ISBN 978-4-537-14513-7
3. 2023年6月29日発売、ISBN 978-4-537-14665-3
4. 2024年2月29日発売、ISBN 978-4-537-14779-7
5. 2024年10月29日発売、ISBN 978-4-537-14912-8

アズールレーン スマイルディッシュ！
クレセント、コメット、シグニットのCクラス3人の料理漫画作品。作者はneon.。リンガ・フランカ『マンガドア』で2021年4月23日から2023年2月3日まで連載。単行本はブシロードメディア（発売はKADOKAWA）にて刊行。
1. 2021年12月8日発売、ISBN 978-4-04-899500-9
2. 2023年3月8日発売、ISBN 978-4-04-899554-2

### コミックアンソロジー
一迅社 DNAメディアコミックス「アズールレーン コミックアンソロジー」
1. 2018年1月31日発売 ISBN 978-4-7580-0980-5
2. 2018年4月25日発売、ISBN 978-4-7580-0984-3
3. 2018年6月25日発売、ISBN 978-4-7580-0990-4
4. 2018年9月25日発売、ISBN 978-4-7580-2013-8
5. 2018年11月24日発売、ISBN 978-4-7580-2018-3
6. 2019年1月25日発売、ISBN 978-4-7580-2023-7
7. 2019年3月25日発売、ISBN 978-4-7580-2035-0
8. 2019年6月25日発売、ISBN 978-4-7580-2042-8
9. 2019年9月25日発売、ISBN 978-4-7580-2053-4
10. 2019年12月25日発売、ISBN 978-4-7580-2056-5
11. 2020年2月27日発売、ISBN 978-4-7580-2087-9
12. 2020年4月25日発売、ISBN 978-4-7580-2107-4

オーバーラップ ガルドコミックス「アズールレーン コミックアラカルト」
1. 2018年10月25日発売、ISBN 978-4-86554-409-1

### ノベライズ
アズールレーン Episode of Belfast
ダッシュエックス文庫から2018年6月22日より刊行開始。ゲーム内の人気投票で1位を獲得したロイヤルメイド隊のベルファストを主人公とした物語。著者は助供珠樹、イラストはraiou 。
1. 2018年6月22日発売、ISBN 978-4-0-8631252-3
2. 2018年11月22日発売、ISBN 978-4-0-8631280-6
3. 2019年8月23日発売、ISBN 978-4-0-8631311-7
4. 2019年11月22日発売、ISBN 978-4-0-8631334-6

アズールレーン ラフィーと始める指揮官生活
講談社ラノベ文庫から2018年6月29日より2020年3月2日まで刊行された。ルルイエ基地に配属された新人指揮官のケイと駆逐艦ラフィーを中心とした物語。著者はツカサ、イラストはせんむ。全3巻。
フロンティアワークスからこの作品を基にしたドラマCDが2018年11月28日に発売された。
1. 2018年6月29日発売、ISBN 978-4-06-512644-8
2. 2019年2月1日発売、ISBN 978-4-06-514733-7
3. 2020年3月2日発売、ISBN 978-4-06-518564-3

アズールレーン 〜綾波、ケッコンするです〜
オーバーラップ文庫から2018年12月25日に刊行。綾波と指揮官が「ケッコン」で結ばれることを巡る物語。著者は高野小鹿、イラストはみれあ。
1. 2018年12月25日発売、ISBN 978-4-86-554402-2

## テレビアニメ
2018年9月15日の日本版1周年記念イベント席上でテレビアニメの製作が発表された。2019年10月から2020年3月まで日本のTOKYO MXほかにて放送された。
制作はバイブリーアニメーションスタジオが行い、同社最初の作品でもある。プロデューサーは「ウマ娘 プリティーダービー」の伊藤隼之介、構成・脚本はニトロプラスの鋼屋ジン、監督は「きんいろモザイク」の天衝が担当した。
2019年12月12日、事情により第11話は2020年3月13日（金）、第12話は同年3月20日（金）の放送に変更されることが発表された。

### キャスト・登場人物
- エンタープライズ - 石川由依
- ベルファスト - 堀江由衣
- 赤城 - 中原麻衣
- 綾波 - 大地葉
- ラフィー - 長縄まりあ
- ジャベリン - 山根希美
- クリーブランド - 堀籠沙耶
- ヨークタウン、雪風 - 優木かな
- ホーネット - 山本希望
- ヴェスタル - マイア
- ハムマン、サンディエゴ - 伊藤あすか
- ユニコーン、高雄 - 加隈亜衣
- イラストリアス - 雨宮天
- プリンス・オブ・ウェールズ - 橋本ちなみ
- クイーン・エリザベス、ウォースパイト、明石 - 上坂すみれ
- フッド - 田中敦子
- シェフィールド - 小原好美
- エディンバラ - 後藤邑子
- 加賀、愛宕 - 茅野愛衣
- 翔鶴、瑞鶴 - 種田梨沙
- 長門 - 久野美咲
- 夕立、Z1 - 高森奈津美
- 時雨 - 桑原由気
- プリンツ・オイゲン - 佐倉綾音
- Z23 - 阿部里果
- ケルン - 小野涼子
- アドミラル・ヒッパー - 山岡ゆり

### スタッフ
- 原作 - Manjuu Co.,Ltd.、Yongshi Co.,Ltd.[150]
- 監督 - 天衝[150]
- シリーズ構成 - 鋼屋ジン[150]
- 脚本協力 - 大樹連司
- キャラクターデザイン・総作画監督 - 野中正幸
- コンセプトデザイン - MAGNUM
- 美術監督 - 扇山秋仁、後藤俊彦[150]
- 美術設定 - 塩澤良憲[150]、千住工房
- 色彩設計 - 林可奈子[150]
- CGディレクター - 比嘉芳明
- 撮影監督 - 千葉大輔[150]
- 編集 - 武宮むつみ[150]
- 音響監督 - 土屋雅紀[150]
- 音響制作 - ダックスプロダクション[150]
- 音楽 - 西木康智[150]
- 音楽制作 - ストレイキャッツ[150]
- 音楽プロデューサー - 木皿陽平[150]
- プロデュース - 伊藤隼之介
- プロデューサー - 高橋亜希人、藤田幹人、徐遅、田村智、兼光一博、相田剛、岡村武真、利部あゆみ
- アニメーションプロデューサー - 谷口英久
- アニメーション制作 - バイブリーアニメーションスタジオ[150]
- 製作 - アニメ「アズールレーン」製作委員会

### 主題歌
「graphite/diamond」
May'nによるオープニングテーマ。作詞は藤林聖子、作曲は高木龍一、編曲は白戸佑輔。
「光の道標」
鹿乃によるエンディングテーマ。作詞はこだまさおり、作曲は山田高弘、編曲は齋藤真也。
「私はNo1!」
サンディエゴ（伊藤あすか）による第1話挿入歌。作詞は桜村岬、作曲・編曲はかみじょうゆうや。

### 各話リスト
| 話数 | サブタイトル               | 脚本              | 絵コンテ      | 演出                     | 作画監督                                                                             | 総作画監督                      | 放送日         |
| ---- | -------------------------- | ----------------- | ------------- | ------------------------ | ------------------------------------------------------------------------------------ | ------------------------------- | -------------- |
| 01   | 【起動】海を駆ける少女たち | 鋼屋ジン          | 天衝          | 天衝                     | 野中正幸                                                                             | 野中正幸                        | 2019年 10月3日 |
| 02   | 【激戦】鼓動の波、鋼鉄の翼 | 鋼屋ジン          | 清水聡        | 青木youイチロー          | 谷拓也                                                                               | 野中正幸                        | 10月10日       |
| 03   | 【優雅】或いはヒトのように | 鋼屋ジン          | 清水聡        | 新谷研人                 | 嘉手苅睦 若山政志 福田佳太                                                           | 野中正幸                        | 10月17日       |
| 04   | 【桜嵐】外套と短剣         | 鋼屋ジン          | 大島縁        | 大島縁                   | 大島縁 野中正幸 福田佳太                                                             | -                               | 10月24日       |
| 05   | 【再会】その手をさし伸べて | 鋼屋ジン          | 清水聡        | 新谷研人 青木youイチロー | 椛島洋介                                                                             | -                               | 10月31日       |
| 06   | 【羈絆】絆を繋ぐ、心を縛る | 鋼屋ジン 大樹連司 | 清水聡        | 青木youイチロー          | Drum 斉藤雅和 ナカシマダイチ 飯飼一幸 寿夢龍 虎助遥人                                | -                               | 11月7日        |
| 07   | 【死線】決意と、愛のために | 鋼屋ジン          | 天衝 小島正士 | 山本隆太                 | 福田佳太 中川耀                                                                      | 野中正幸 嘉手苅睦               | 11月21日       |
| 08   | 【交錯】抱きしめて離さない | 鋼屋ジン          | 田中宏之      | 田中宏之                 | 田中宏之                                                                             | 野中正幸                        | 11月28日       |
| 09   | 【希望】暗闇に光が差し込み | 鋼屋ジン          | 米田光宏      | 中西基樹                 | 佐藤祐子 加藤久美子 山村俊了 塚本歩 森悦史 佐藤明日香 三橋桜子                       | 野中正幸 嘉手苅睦 福田佳太 天衝 | 12月5日        |
| 10   | 【残響】漂白されし紅の記憶 | 鋼屋ジン          | 天衝          | 天衝                     | 福田佳太 中川耀 天衝                                                                 | 野中正幸 嘉手苅睦 天衝          | 12月12日       |
| 11   | 【怪物】あまねく海に戦いを | 鋼屋ジン          | 福田道生      | 青木youイチロー          | バイブリーアニメーションスタジオ 髙木司 福田佳太 若山政志 伊藤篤志 清水博幸 山村俊了 | 野中正幸 嘉手苅睦               | 2020年 3月13日 |
| 12   | 【蒼海】碧き航路に祝福を   | 鋼屋ジン          | 天衝          | 天衝                     | -                                                                                    | 野中正幸 嘉手苅睦               | 3月20日        |

### 放送局
| 放送期間                 | 放送時間                     | 放送局     | 対象地域 | 備考                      |
| ------------------------ | ---------------------------- | ---------- | -------- | ------------------------- |
| 2019年10月3日 - 12月12日 | 木曜 23:30 - 金曜 0:00       | TOKYO MX   | 東京都   |                           |
|                          |                              | BS11       | 日本全域 | BS放送 / 『ANIME+』枠     |
| 2019年10月4日 - 12月13日 | 金曜 1:30 - 2:00（木曜深夜） | KBS京都    | 京都府   |                           |
|                          |                              | サンテレビ | 兵庫県   |                           |
|                          | 金曜 22:00 - 22:30           | AT-X       | 日本全域 | CS放送 / リピート放送あり |

| 配信開始日     | 配信時間               | 配信サイト |
| -------------- | ---------------------- | --- |
| 2019年10月4日  | 金曜 18:00 更新        | dアニメストア |
| 2019年10月7日  | 月曜 12:00以降 更新    | AbemaTV GYAO! Amazonプライム・ビデオ dTV FOD Hulu J:COMオンデマンド milplus アニメ放題 U-NEXT niconico バンダイチャンネル ひかりTV Google Play YouTube HAPPY!動画 Rakuten TV TSUTAYA TV VIDEX ゲオTV ビデオマーケット DMM.com GYAO!ストア あにてれ ふらっと動画 |
| 2019年10月8日  | 火曜 23:30 - 水曜 0:00 | ニコニコ生放送 |
| 2019年10月10日 | 木曜 0:00以降 更新     | PlayStation Video |

| 放送期間                | 放送時間                     | 放送局     | 対象地域 | 備考                                    |
| ----------------------- | ---------------------------- | ---------- | -------- | --------------------------------------- |
| 2020年3月13日 - 3月20日 | 金曜 22:00 - 22:30           | TOKYO MX   | 東京都   |                                         |
|                         | 金曜 22:30 - 23:00           | KBS京都    | 京都府   |                                         |
|                         | 金曜 23:00 - 23:30           | サンテレビ | 兵庫県   |                                         |
|                         |                              | BS11       | 日本全域 | BS放送 / 『ANIME+』枠                   |
| 2020年3月21日           | 土曜 1:00 - 2:00（金曜深夜） | AT-X       | 日本全域 | 2話連続放送 / CS放送 / リピート放送あり |

各配信サービスでの展開は、放送に合わせて実施。

### BD
| 巻 | 発売日        | 収録話          | 規格品番   |
| -- | ------------- | --------------- | ---------- |
| 1  | 2019年12月4日 | 第1話 - 第2話   | TBR-29291D |
| 2  | 2020年1月22日 | 第3話 - 第4話   | TBR-29292D |
| 3  | 2020年2月19日 | 第5話 - 第6話   | TBR-29293D |
| 4  | 2020年3月18日 | 第7話 - 第8話   | TBR-29294D |
| 5  | 2020年4月15日 | 第9話 - 第10話  | TBR-29295D |
| 6  | 2020年5月20日 | 第11話 - 第12話 | TBR-29296D |

### 関連CD

#### キャラクターソングシングル
オリジナル曲と「悠久のカタルシス」のソロバージョンを収録。
| No     | キャラクター                 | 発売日         | オリジナル曲                     | 品番       | オリコン順位 |
| ------ | ---------------------------- | -------------- | -------------------------------- | ---------- | ------------ |
| Vol.1  | エンタープライズ（石川由依） | 2019年9月25日  | Pledge of liberation             | XNST-10003 | 34位         |
| Vol.2  | ラフィー（長縄まりあ）       | 2019年10月9日  | スリーピング・ワンダーランド     | XNST-10004 | 23位         |
| Vol.3  | ジャベリン（山根希美）       | 2019年10月23日 | じゃすと・べりー・くいっくりー！ | XNST-10005 | 34位         |
| Vol.4  | 綾波（大地葉）               | 2019年11月6日  | ニアー・ユアー・サイド           | XNST-10006 | 33位         |
| Vol.5  | Z23（阿部里果）              | 2019年11月23日 | Wissen ist Macht!!               | XNST-10007 | 33位         |
| Vol.6  | ユニコーン（加隈亜衣）       | 2019年12月4日  | エール・フォー・オール           | XNST-10008 | 29位         |
| Vol.7  | クリーブランド（堀籠沙耶）   | 2019年12月11日 | コンプレックス・シューティング   | XNST-10009 | 29位         |
| Vol.8  | 加賀（茅野愛衣）             | 2019年12月25日 | 愛し桜花よ散るなかれ             | XNST-10010 | 22位         |
| Vol.9  | 赤城（中原麻衣）             | 2020年1月15日  | クリムゾン・ブルーミング         | XNST-10011 | 27位         |
| Vol.10 | ベルファスト（堀江由衣）     | 2020年1月29日  | Pro Tanto Quid Retribuamus       | XNST-10012 | 27位         |

#### バディキャラクターソングシングル
オリジナル曲と「悠久のカタルシス」のデュエットバージョンを収録。
| No    | キャラクター                                                            | 発売日        | オリジナル曲                                   | 品番       | オリコン順位 |
| ----- | ----------------------------------------------------------------------- | ------------- | ---------------------------------------------- | ---------- | ------------ |
| Vol.1 | プリンツ・オイゲン & プリンス・オブ・ウェールズ（佐倉綾音・橋本ちなみ） | 2020年2月12日 | Dance In The Naval Engagement 〜運命の舞踏海〜 | XNST-10016 | 36位         |
| Vol.2 | クイーン・エリザベス & ウォースパイト（上坂すみれ）                     | 2020年2月26日 | ウェルカム トゥ ブリリアントパーティ☆          | XNST-10017 | 33位         |
| Vol.3 | クリーブランド四姉妹（堀籠沙耶・高橋李依・小澤亜李）                    | 2020年3月11日 | ALL 4 SISTER!!!!                               | XNST-10018 | 24位         |
| Vol.4 | 愛宕 & 高雄（茅野愛衣・加隈亜衣）                                       | 2020年3月25日 | 逆鱗乱舞!!                                     | XNST-10019 | 31位         |
| Vol.5 | エンタープライズ & 赤城（石川由依・中原麻衣）                           | 2020年4月8日  | Re:frain                                       | XNST-10020 | 16位         |

#### ドラマCD
フロンティアワークス、コネクトハーツより発売。2022年にはアプリ『mimicle』でも有料配信。
| No | タイトル     | 発売日         | 品番     | オリコン順位 |
| -- | ------------ | -------------- | -------- | ------------ |
| 1  | ユニオン編   | 2018年11月28日 | CHFW-003 | 92位         |
| 2  | ロイヤル編   | 2019年8月23日  | CHFW-007 | 99位         |
| 3  | ユニオン編II | 2019年9月20日  | CHFW-008 | 134位        |
| 4  | 重桜編       | 2020年10月28日 | CHFW-011 | 130位        |
| 5  | 鉄血編       | 2020年10月28日 | CHFW-012 | 125位        |

## スピンオフアニメ

### びそくぜんしんっ!
4コマ漫画『アズールレーン びそくぜんしんっ！』を原作としたショートアニメが2021年1月から3月までTOKYO MXほかにて放送された。
2023年9月の6周年イベントで、第2期の制作が発表され、『アズールレーン びそくぜんしんっ！にっ!!』のタイトルで放送予定。

#### キャスト・登場人物（スピンオフ1）
- ジャベリン - 山根希美
- 綾波、ロドニー - 大地葉
- ラフィー - 長縄まりあ
- Z23、ワシントン - 阿部里果
- 明石 - 上坂すみれ
- ボルチモア - 髙橋ミナミ
- プリンツ・オイゲン - 佐倉綾音
- フォーミダブル - 釘宮理恵
- ダンケルク - 原田彩楓
- アドミラル・グラーフ・シュペー - 渕上舞
- ミネアポリス - 嶋村侑
- ビスマルク - 福原綾香
- 大鳳 - 悠木碧
- 三笠 - 大原さやか
- ノースカロライナ、ベルファスト、ベルちゃん - 堀江由衣
- ホノルル - 日笠陽子
- 翔鶴、瑞鶴 - 種田梨沙
- 長門 - 久野美咲
- 陸奥、サウスダコタ - 黒沢ともよ
- 雪風 - 優木かな
- マサチューセッツ - 高橋李依
- シリアス - 青木瑠璃子

#### スタッフ（スピンオフ1）
|                          | 第1期                  | 第2期                  |
| ------------------------ | ---------------------- | ---------------------- |
| 漫画                     | ホリ                   | ホリ                   |
| 原作                     | 『アズールレーン』運営 | 『アズールレーン』運営 |
| 監督                     | 神保昌登               | 牧俊治                 |
| 脚本                     | 佐藤裕                 | 佐藤裕                 |
| 脚本                     | N/A                    | 浅藤蛍                 |
| キャラクターデザイン     | 萩原弘光               | 森七奈                 |
| 総作画監督               | 萩原弘光 斉藤健吾      | 森七奈                 |
| キャラクターデザイン補佐 | N/A                    | 八木原唯 于卓鷺        |
| 美術監督                 | 荒井和弘               | 未公表                 |
| 色彩設定                 | 濱岡幸治               | 未公表                 |
| 撮影監督                 | 北岡正                 | 未公表                 |
| 編集                     | REAL-T 新見元希        | 未公表                 |
| 音楽                     | Shade                  | 羽鳥風画               |
| 音響監督                 | 土屋雅紀               | 土屋雅紀               |
| 音響効果                 | 倉橋裕宗               | 未公表                 |
| 音響制作                 | デルファイサウンド     | 未公表                 |
| 制作                     | Yostar Pictures        | N/A                    |
| 制作                     | studio CANDYBOX        |                        |
| 制作協力                 | 横浜アニメーションラボ | 未公表                 |
| 製作                     | Yostar                 | 未公表                 |

#### 主題歌（スピンオフ1）
「Longing for!」
新田恵海による第1期オープニングテーマ。作詞は真崎エリカ、作曲・編曲はArte Refactの本多友紀。
「まひるいろシエスタ」
榊原ゆいによる第1期エンディングテーマ。作詞は牡丹、作曲は小川裕司、編曲は小川と石倉誉之。

#### 各話リスト（スピンオフ1）
| 1話  | 両舷、びそくぜんしんっ！       | 神保昌登 | 神保昌登 | 萩原弘光 斉藤健吾          | 萩原弘光 | 2021年 1月12日 |
| 2話  | 運動の後は、甘いもの…          | 佐山聖子 | 中島政興 | 嵩山樹 阪野日香莉 塚本智也 | 萩原弘光 | 1月19日        |
| 3話  | リアルは神ゲーなんです？       | 佐山聖子 | 新留俊哉 | 嵩山樹                     | 萩原弘光 | 1月26日        |
| 4話  | 海辺といえばバーベキューよね！ | 渡邊祐紀 | 平田貴大 | 森七奈 大野勉              | 萩原弘光 | 2月2日         |
| 5話  | トモダチと、大切な人と         | 相澤伽月 | 北川正人 | 嵩山樹 相澤秀亮            | 萩原弘光 | 2月9日         |
| 6話  | ⼀緒に踊ってもいいです？       | 平田貴大 | 平田貴大 | 森七奈 大野勉              | 萩原弘光 | 2月16日        |
| 7話  | 整理整頓、要注意！             | 相澤伽月 | 原浩史   | 嵩山樹                     | 斉藤健吾 | 2月23日        |
| 8話  | みんなでワイワイお祭り！       | 西川将貴 | 西川将貴 | 森七奈 大野勉              | 斉藤健吾 | 3月2日         |
| 9話  | メイドのご奉仕、です           | 玉栄強力 | 玉栄強力 | 熊谷勇也 西川将貴          | 萩原弘光 | 3月9日         |
| 10話 | ポカポカアツアツフラフラ…      | 高橋賢   | 高橋賢   | 森七奈 大野勉              | 萩原弘光 | 3月16日        |
| 11話 | 楽しい遊園地ハプニング?!       | 安部元宏 | 安部元宏 | 嵩山樹                     | 萩原弘光 | 3月23日        |
| 12話 | 大切な宝物、それが仲間たち     | 西川将貴 | 神保昌登 | 森七奈 めしお              | 萩原弘光 | 3月30日        |
| 13話 | 誇らしき母港に祝祭を           | 池田重隆 | 池田重隆 | 萩原省智 酒井KEI           | 柿畑文乃 | テレビ未放送   |

#### 放送局（スピンオフ1）
| 放送期間                | 放送時間                     | 放送局   | 対象地域 | 備考                      |
| ----------------------- | ---------------------------- | -------- | -------- | ------------------------- |
| 2021年1月12日 - 3月30日 | 火曜 1:00 - 1:10（月曜深夜） | TOKYO MX | 東京都   |                           |
|                         |                              | BS11     | 日本全域 | BS放送 / 『ANIME+』枠     |
| 2020年1月13日 - 3月31日 | 水曜 23:10 - 23:20           | AT-X     | 日本全域 | CS放送 / リピート放送あり |

| 配信開始日    | 配信時間           | 配信サイト |
| ------------- | ------------------ | --- |
| 2021年1月13日 | 水曜 0:00以降 更新 | dアニメストア U-NEXT アニメ放題 Hulu バンダイチャンネル ひかりTV ニコニコ動画 FOD Amazonプライム・ビデオ Rakuten TV ビデオマーケット DMM.com GYAO!ストア GYAO! あにてれ TSUTAYA TV ABEMA J:COMオンデマンド TELASA |

#### BD（スピンオフ1）
第1巻には「ファンのお兄さん」こと立花慎之介・高塚智人の2名、第2巻にはマフィア梶田を加えた3名によるオーディオコメンタリーが収録されている。
| 巻 | 発売日        | 収録話         | 規格品番  |
| -- | ------------- | -------------- | --------- |
| 1  | 2021年5月17日 | 第1話 - 第6話  | SHBR-0632 |
| 2  | 2021年7月7日  | 第7話 - 第13話 | SHBR-0633 |

### Queen's Orders
ストーリー漫画『アズールレーン Queen's Orders』を原作としたOVAの制作が決定している。2023年7月27日発売。

#### キャスト・登場人物（スピンオフ2）
- クイーン・エリザベス、ウォースパイト - 上坂すみれ
- ヴァリアント - 西明日香
- ベルファスト - 堀江由衣
- サフォーク - 上原あかり
- 睦月、如月 - 大久保瑠美

#### スタッフ（スピンオフ2）
- 漫画 - 槌居/一迅社[165]
- 原作 - 「アズールレーン」運営[165]
- 脚本 - 山下由[165]
- キャラクターデザイン - 柳沢まさひで、平田雄三、新村香奈[165]
- 美術設定 - 榊枝利行[165]
- 美術監督 - 田山修[165]
- 色彩設計 - 角美智子[165]
- 撮影監督 - 楊暁牧[165]
- 編集 - 柳圭介[165]
- 音楽・音響監督 - daisuke horita[165]
- 音響制作 - デルファイサウンド[165]
- 制作 - Yostar Pictures[165]

#### 各話リスト（スピンオフ2）
| 話数 | サブタイトル                   |
| ---- | ------------------------------ |
| 前編 | エリザベス、女王さま追放の日!? |
| 後編 | エリザベス、陣営懇親会に尽力   |

#### 主題歌（スピンオフ2）
「Bloomin'」
クイーン・エリザベス（上坂すみれ）によるオープニングテーマ。作詞は知念結、作曲・編曲はTOSH-OK。
「いつでもティーパーティ！」
同じくクイーン・エリザベスによるエンディングテーマ。作詞・作曲・編曲は小田切マーク洋平。

#### 放送局（スピンオフ2）
| 放送期間        | 放送時間     | 放送局 | 対象地域 | 備考                      |
| --------------- | ------------ | ------ | -------- | ------------------------- |
| 2023年11月1日 - | 水曜 23:00 - | AT-X   | 日本全域 | CS放送 / リピート放送あり |

| 配信開始日     | 配信時間 | 配信サイト |
| -------------- | -------- | --- |
| 2023年10月27日 | 金曜0:00 | Amazon Prime Video DMM TV dアニメストア FODチャンネル Hulu Lemino U-NEXT アニメ放題 バンダイチャンネル ふらっと動画 |

## ASMR
Yostar・アトリエメールによる「アズールレーン」の公式ASMR作品『指揮官を癒やし隊!』が2022年から「DLsite」より順次発売されている。

### 有料作品「指揮官を癒やし隊!シリーズ」
- 指揮官を癒やし隊! 綾波とゆっくり過ごす約1日間（2022年4月26日発売）
- 指揮官を癒やし隊! アドミラル・ヒッパーとの温泉リョジョウ（2022年5月20日発売）
- 指揮官を癒やし隊! ダンケルクのアフタヌーンシロップ（2022年6月17日発売）
- 指揮官を癒やし隊! お兄ちゃんはユニコーンに癒される夢を見るの？（2022年9月11日発売）
- 指揮官を癒やし隊! アウグスト・フォン・パーセヴァルの優しき魔女折檻（2022年10月28日発売）
- 指揮官を癒やし隊! シリアスとダイドーのダブル奉仕タイム（2022年11月30日発売）
- 指揮官を癒やし隊! ル・マランのエレガントサボリタイム（2023年5月20日発売）
- 指揮官を癒やし隊! 山城と夏の雨籠もり（2023年6月17日発売）
- 指揮官を癒やし隊! フリードリヒ・デア・グローセの真夜中の子守唄（2023年7月16日発売）
- 指揮官を癒やし隊! シスター・インプラカブルの癒やしい音感施術（2023年9月11日発売）
- 指揮官を癒やし隊! 三笠大先輩と旅する秋高し（2023年10月28日発売）
- 指揮官を癒やし隊! すやすや信濃の夢想洞天（2023年12月16日発売）
- 指揮官を癒やし隊! Z23と秘密のワーケーション（2024年2月24日発売）
- 指揮官を癒やし隊! チャパエフのキュア・テイミング（2024年4月20日発売）
- 指揮官を癒やし隊! ゴールデン・ハインドのヌメヌメ触手親療（2024年7月20日発売）
- 指揮官を癒やし隊! シェフィールドのオールデイ・リフレッシュ（2024年9月9日発売）
- 指揮官を癒やし隊! 初月とくつろぎカップルプレイ（2024年11月16日発売）
- 指揮官を癒やし隊! ローンのゆるふわカタルシス（2024年12月28日発売）
- 指揮官を癒やし隊! ヒンデンブルクの悦楽遊興（2025年4月22日発売）
- 指揮官を癒やし隊! 今日は長門の癒やしタイム（2025年7月22日発売）

### 無料作品
- 二人のエムデンの両耳安眠誘導（2022年5月2日YouTube公開）
- トレント&トリエステの夏の水着応援（2022年7月31日YouTube公開）
- パーミャチ・メルクーリヤの雪山ざぁこ旅行記（2022年12月24日YouTube公開）
- ウルリッヒ・フォン・フッテンのトキシック・ヒアリング（2023年3月14日YouTube公開）
- ロング・アイランドのイタズラ・ユア・イヤー（2023年8月18日YouTube公開）
- グアムと指揮官の囁きレッスン（2023年12月24日YouTube公開）
- モガドールのフェチ聖裁（2024年6月1日DLSite公開）
- 甘えるシラの奉仕サービス（2024年6月29日YouTube公開）
- ピッツバーグとほろよい休憩タイム（2024年9月9日YouTube公開）
- ファンシーが味わう君の味（2024年12月17日DLSite公開）

## 関連ゲーム
本項のソーシャル版以外のゲームはここで紹介する。

### アズールレーン クロスウェーブ
コンパイルハートより2019年8月29日発売のPlayStation 4用ゲームソフト。ジャンルはアクションゲーム。開発担当はFELISTELLA。

## パチンコ
- ぱちんこ アズールレーン THE ANIMATION（京楽産業.、2022年稼働開始）[169]
- P アズールレーン THE ANIMATION 異次元トリガー（京楽産業.、2024年稼働開始）[170]

## 宣伝活動
日本版では事前登録の段階からKADOKAWA/アスキー・メディアワークス（AMW）事業局が運営するゲーム・アニメ系ニュースサイトの電撃オンラインを中心に広告宣伝活動が展開されており、同サイトでは2018年4月のAMW事業局解体まで東京ゲームショウ会場からの公開生放送、月1回ペースでの公式生放送番組配信などを実施していた。AMW事業局の解体後は、Yostarが自社でニコニコ生放送やYouTubeにチャンネルを設置して公式生放送を引き継いでいる。
2017年12月9日からは林遣都、木下ほうかが出演するテレビCMの放送を開始した。

### YouTube
不定期で「三笠大先輩と学ぶ世界の艦船」が投稿されている。内容は本作に登場する艦船の史実解説動画である。

### 生放送番組
ニコニコ生放送、YouTube Live等で配信。電撃オンライン公式生放送は配信後に同サイトのYouTube公式チャンネルでアーカイブ配信を行っている。
肩書未記載の出演者は声優。
| 回数 | 配信日         | MC         | ゲスト                                             |
| ---- | -------------- | ---------- | -------------------------------------------------- |
| #1   | 2017年12月19日 | 石上静香   | 伊藤あすか、番茶（ゲーム実況）                     |
| #2   | 2018年1月22日  | 上倉万実   | 伊藤あすか、田中理恵、今井麻美、番茶（ゲーム実況） |
| #3   | 2018年2月19日  | 伊藤あすか | 加隈亜衣、優木かな、番茶（ゲーム実況）             |

| 回数 | 配信日        | MC           | ゲスト                    |
| ---- | ------------- | ------------ | ------------------------- |
| #1   | 2018年7月22日 | マフィア梶田 | 堀籠沙耶、運営M（Yostar） |
| #2   | 2018年9月13日 | マフィア梶田 | 堀籠沙耶、榊原ゆい、他    |

| タイトル                          | 配信日         | 出演者                                                           | 備考           |
| --------------------------------- | -------------- | ---------------------------------------------------------------- | -------------- |
| アズールレーン初公式生放送        | 2017年10月26日 | 石上静香、伊藤あすか、茸（天の声）、徐遅（日本版ディレクター）   |                |
| アズールレーン公認！ ぷんれく寮舎 | 2017年11月27日 | 柳原哲也（アメリカザリガニ）、伊藤あすか、三宅麻理恵、篠田みなみ | OPENREC.tv提供 |

### 特別番組
アズレンTV 〜石川由依がめぐる アズレン開発現場 in 上海〜
2018年5月27日にAbemaTVで放送された「ウルトラゲームスチャンネル」特別番組。エンタープライズ役の石川由依が上海を訪れ、ゲームの開発現場をリポートした。
この番組中で公開された次回イベントの予告映像内で、擬人化されたゲーム内のキャラクターを「艦娘」と表記している箇所が存在したが、この「艦娘」と言う名称は『艦これ』の運営元であるDMM.comが商標登録しているため、商標権の侵害に当たるのではないかと問題視されていた。その後、DMMは5月31日に「当該ゲームは、弊社及び、弊社が運営・配信しております『艦隊これくしょん -艦これ-』とは、一切関係がございません」とするプレスリリースを公表している。
6月3日、Yostarはゲームの公式サイト上で「広告素材における不適切な表記についてのお詫びと今後の対応について」と題する声明文を公表した。その中では「アズレンTV」内での「艦娘」無断使用以外に、一部のサイトで掲載されていたバナー広告においてMoe Fantasyが運営する『戦艦少女R』での擬人化キャラクターの総称と同じ「戦艦少女」と言う表記が使用されていたことも明らかにしている。
この問題を受けYostarでは本作独自の擬人化キャラクターの総称を改めて一般公募することになり、2018年9月に「KAN-SEN」と決定された。

### ラジオ番組
2018年2月から2018年12月まで文化放送で、日本オリジナルの情報番組として「Yostar presents 加隈亜衣のアズールレーディオ」が放送された。詳細は番組の記事を参照。
2019年5月から2020年9月までYouTubeと音泉で「アズレン すて～しょん♪」が配信された。MCは加隈亜衣と下田麻美。
2021年1月から10月までYouTubeにて「アズレン ナビゲーション！」が配信された。MCは関根瞳。